# Noironte
Pour les articles homonymes, voir Noiron (homonymie).
Noironte (prononcé [nwaʀɔ̃t]) est une commune française située dans le département du Doubs, la région culturelle et historique de Franche-Comté et la région administrative Bourgogne-Franche-Comté. Située entre la basse vallée de l'Ognon et les Avants-Monts du Jura, à une douzaine de kilomètres de Besançon, elle comptait 401 habitants en 2022 appelés Noirontais et Noirontaises.
Ancienne seigneurie érigée durant le Moyen Âge qui a vu le village se développer autour de son château, Noironte a toujours gardé un caractère rural avec une activité agricole encore bien présente au début du XXIe siècle, autour de l'élevage bovin et porcin, de la polyculture céréalière et d'une fromagerie. Ses paysages sont également marqués par la présence d'étangs et de forêts qui couvrent une large partie du territoire communal. Depuis la fin de la Seconde Guerre mondiale, le village est cependant peu à peu inscrit dans un phénomène de périurbanisation du fait de son appartenance à l'aire d'attraction de Besançon et de son adhésion depuis 2003 à la communauté urbaine Grand Besançon Métropole.

## Géographie

### Situation
La commune de Noironte est située en région Bourgogne-Franche-Comté, dans l'extrémité nord-ouest du département du Doubs, à 4 kilomètres à vol d'oiseau au sud du département de la Haute-Saône et à 12 kilomètres à l'est du département du Jura. Les grandes villes les plus proches sont Besançon, préfecture du département, située à 12 km à vol d'oiseau en direction de l'est et Dijon, préfecture de la région, située à 63 km kilomètres vers l'ouest. Paris, la capitale se trouve à 315 km au nord-ouest. La distance la plus courte par la route entre le centre du village et le centre-ville de Besançon (mairie) est de 15 km. Elle est à la limite de la basse vallée de l'Ognon et de la zone jurasienne des Avants-Monts. Elle fait partie du canton de Besançon-2, de la communauté urbaine Grand Besançon Métropole et elle est intégrée dans l'aire d'attraction de Besançon.
| - OpenStreetMap Environnement géographique et délimitation territoriale de Noironte. - Noironte et ses communes limitrophes. - Noironte (en rouge) dans le département du Doubs. |

Le territoire communal est limitrophe de neuf autres communes. Les limites communales de Noironte sont délimitées, dans le « sens des aiguilles d'une montre », par la commune d'Émagny située à 4,4 km du centre du village en direction du nord ; par le village de Chaucenne, localisé à 2 km en direction du nord-est ; par celui de Pouilley-les-Vignes, situé à 4,8 km en direction de l'est-sud-est ; par la commune de Champvans-les-Moulins, localisée à 3,5 km en direction du sud-est et celle de Champagney à 2,8 km au sud-est également ; par le village d'Audeux, le plus proche de Noironte, situé à 1,3 km en direction du sud-sud-ouest ; par celui de Placey, localisé à 2,6 km en direction du sud-ouest ; par le bourg de Recologne, situé à 3,6 km vers l'ouest ; et enfin par la commune de Chevigney-sur-l'Ognon, localisée à 4,4 km en direction du nord-nord-ouest,. Toutes les distances en kilomètres sont exprimées « à vol d'oiseau » de chef-lieu communal à chef-lieu communal. Noironte est également limitrophe de la communauté de communes du val marnaysien à laquelle appartiennent les communes voisines d'Émagny, Chevigney-sur-l'Ognon, Recologne et Placey.
| Chevigney-sur-l'Ognon | Émagny   | Chaucenne                        |
| Recologne             | Noironte | Pouilley-les-Vignes              |
| Placey                | Audeux   | Champvans-les-Moulins Champagney |

### Géologie et relief
- Bourg
- Limites communales

Carte géologique de la commune de Noironte.
Bourg
j1a : calcaires à entroques (Bajocien)
l6-5 : marnes (Aalénien et Toarcien)
Fp : argiles sableuses (Pliocène)
Fz : alluvions fluviatiles (Quaternaire)

Carte topographique de la commune de Noironte.

D'une superficie de 673 hectares, le territoire communal se situe dans une zone qui se partage entre la basse vallée de l'Ognon au nord et le faisceau des Avants-Monts au sud, une région au relief contrasté qui dépasse rarement les 300 mètres d'altitude et où s'écoulent les affluents de l'Ognon,.
Les parties nord et ouest de la commune sont relativement planes, avec des altitudes comprises principalement entre 210  et   230 mètres, l'altitude minimale étant de 206 mètres à l'orée du bois du Breuil sur la frontière de la commune avec Recologne. Le sud et l'est de la commune sont plus accidentés du fait de l'alternance de marnes et de calcaires, le ruisseau formant un petit vallon encaissé entre deux collines, l'une qui culmine à 263 mètres d'altitude au lieu-dit Lambon et l'autre à 285 mètres dans le Bois de la Fêlie sur la commune limitrophe d'Audeux. L'altitude la plus élevée de la commune de Noironte (278 mètres) est mesurée en limite de ce bois. Une colline moins élevée, qui culmine à 251 mètres à proximité du lieu-dit Le Creux des Renard se situe au nord-est. Le village-centre a quant à lui une altitude comprise entre 220  et   230 mètres.
Le territoire communal est constitué de terrains du Jurassique moyen et inférieur (de - 170 Ma à - 180 Ma). Dans la partie nord du territoire de la commune, sur une surface correspondant aux bois du Breuil et des Fouchères, les formations géologiques constituant le substrat sont des argiles sableuses du Pliocène (- 4 Ma). Au centre de la commune, sur un axe Est-Ouest qui s'étend de 100 à 200 mètres de part et d'autre du chemin de la Covre et jusqu'au chemin de Lambon en passant par le village, affleure une strate de calcaires du Jurassique moyen (Bajocien inférieur et Aalénien supérieur). Au sud, on retrouve des formations marneuses de l'Aalénien et du Toarcien. Enfin, les sols qui affleurent de part et d'autre du ruisseau sont des dépôts fluviatiles.

### Hydrographie
La commune fait partie du bassin versant de l'Ognon. Le village est traversé par le ruisseau éponyme, le ruisseau de Noironte, qui a subi une opération pilote en 1996 permettant le réaménagement du lit et des berges et l'amélioration de la qualité et de l'esthétique du cours d'eau. D'une longueur de 10 kilomètres environ, il prend sa source sur la commune de Dannemarie-sur-Crète et traverse notamment celles de Chemaudin-et-Vaux, Mazerolles-le-Salin, Audeux et Noironte, avant de se jeter dans le ruisseau de Recologne sur le territoire de la commune du même nom, dans la vallée de l'Ognon.
La commune est également pourvue d'un nombre important d'étangs (jusqu'à sept en 1582) qui a valu aux habitants d'être surnommés « les grenouillards ». On en dénombre actuellement trois qui sont propriété du château, dont le plus ancien, d'une superficie de trois hectares, se trouve au lieu-dit Creux des Renards.

Cours d'eau et étangs de Noironte.
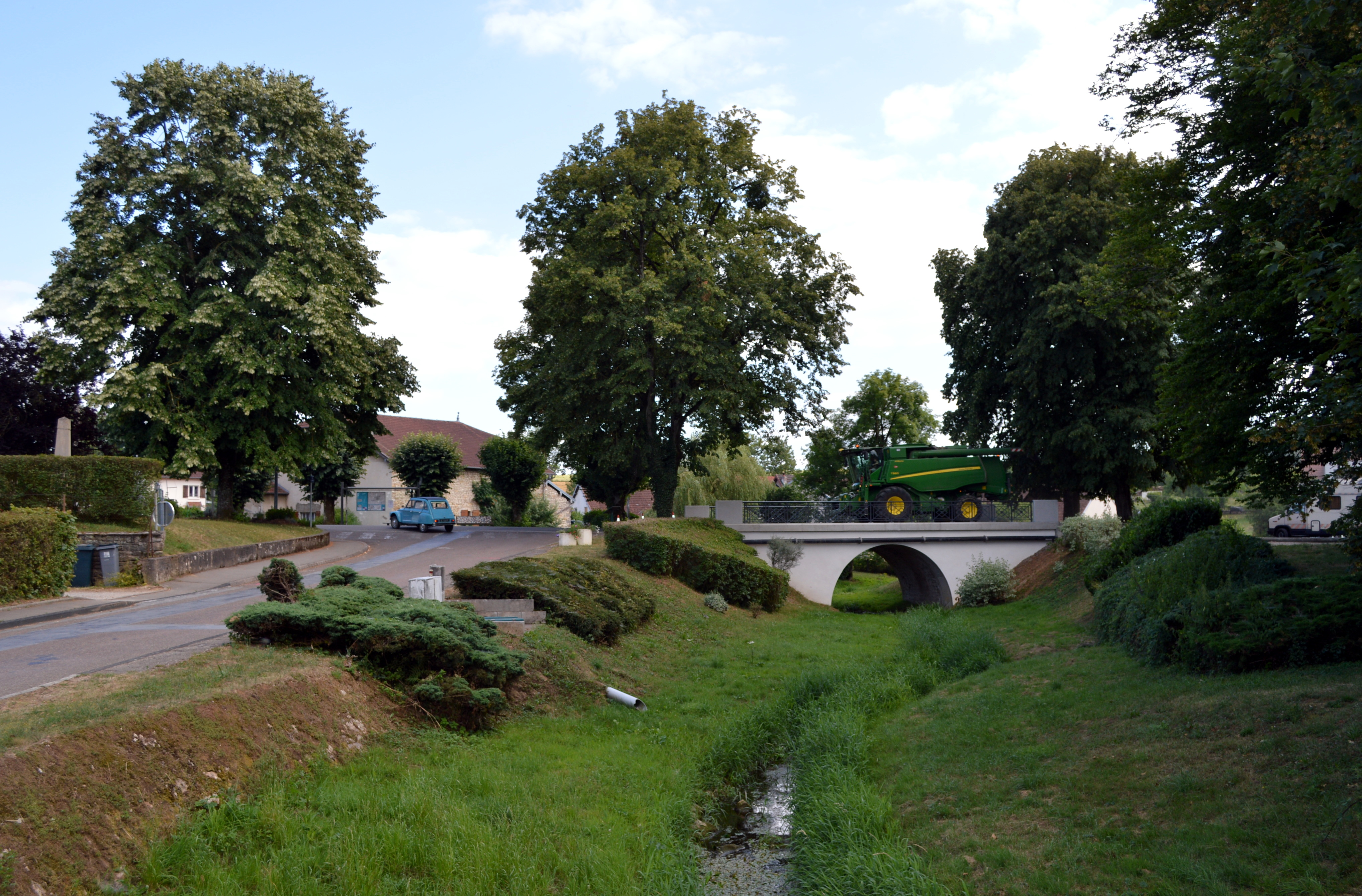
Le ruisseau de Noironte au centre du village.
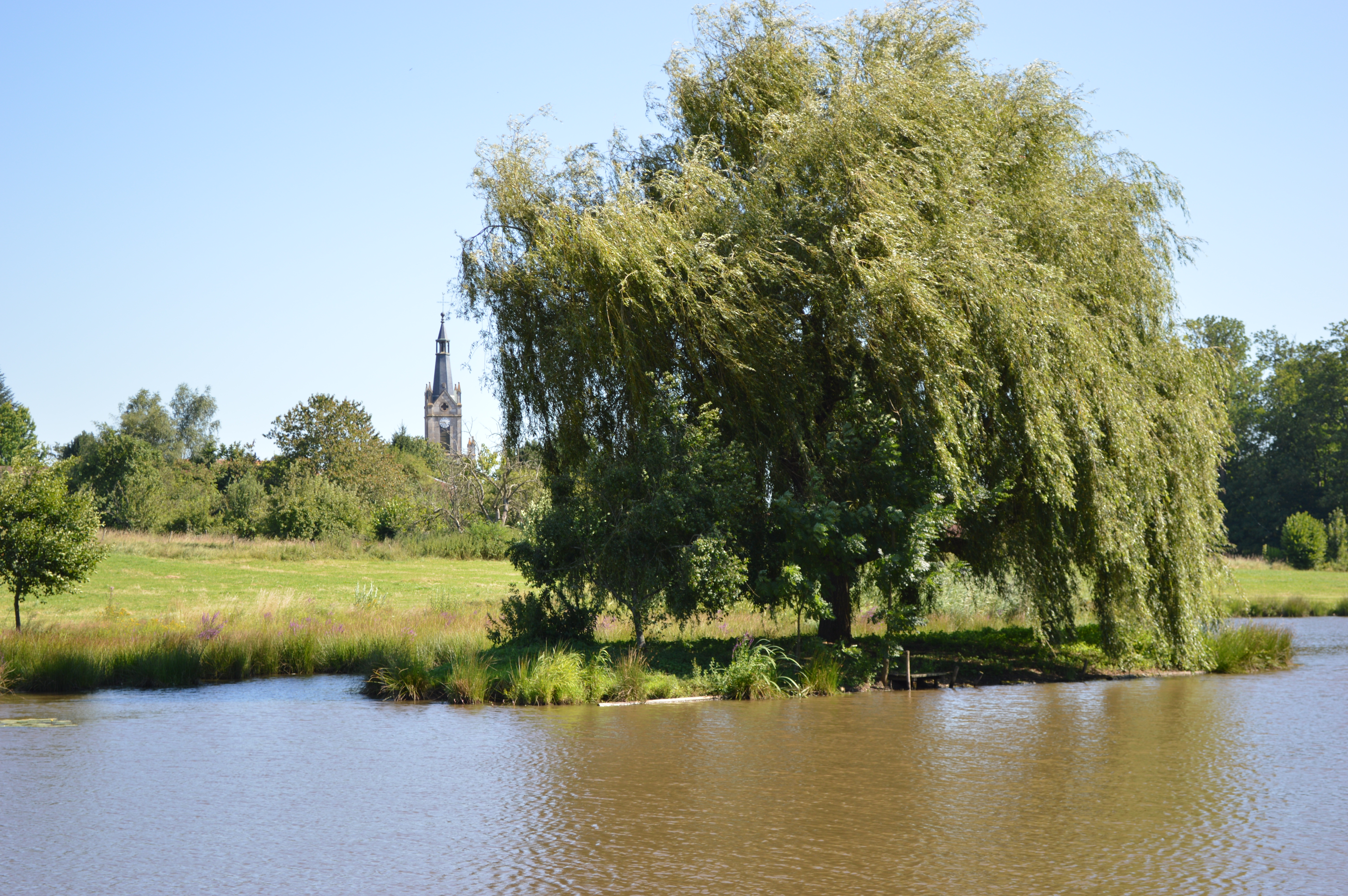
L'étang du Verdier.
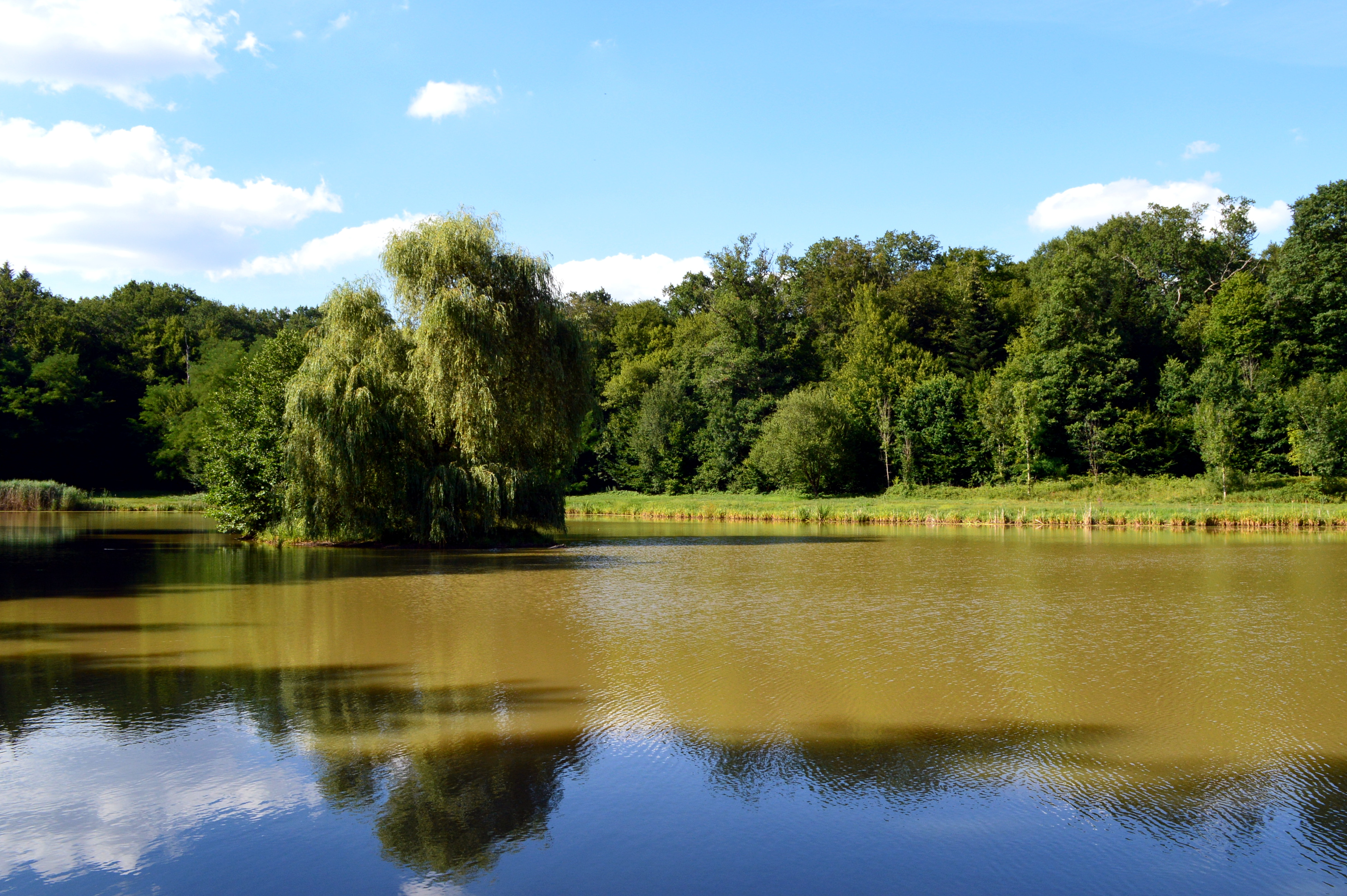
L'étang du Breuil.
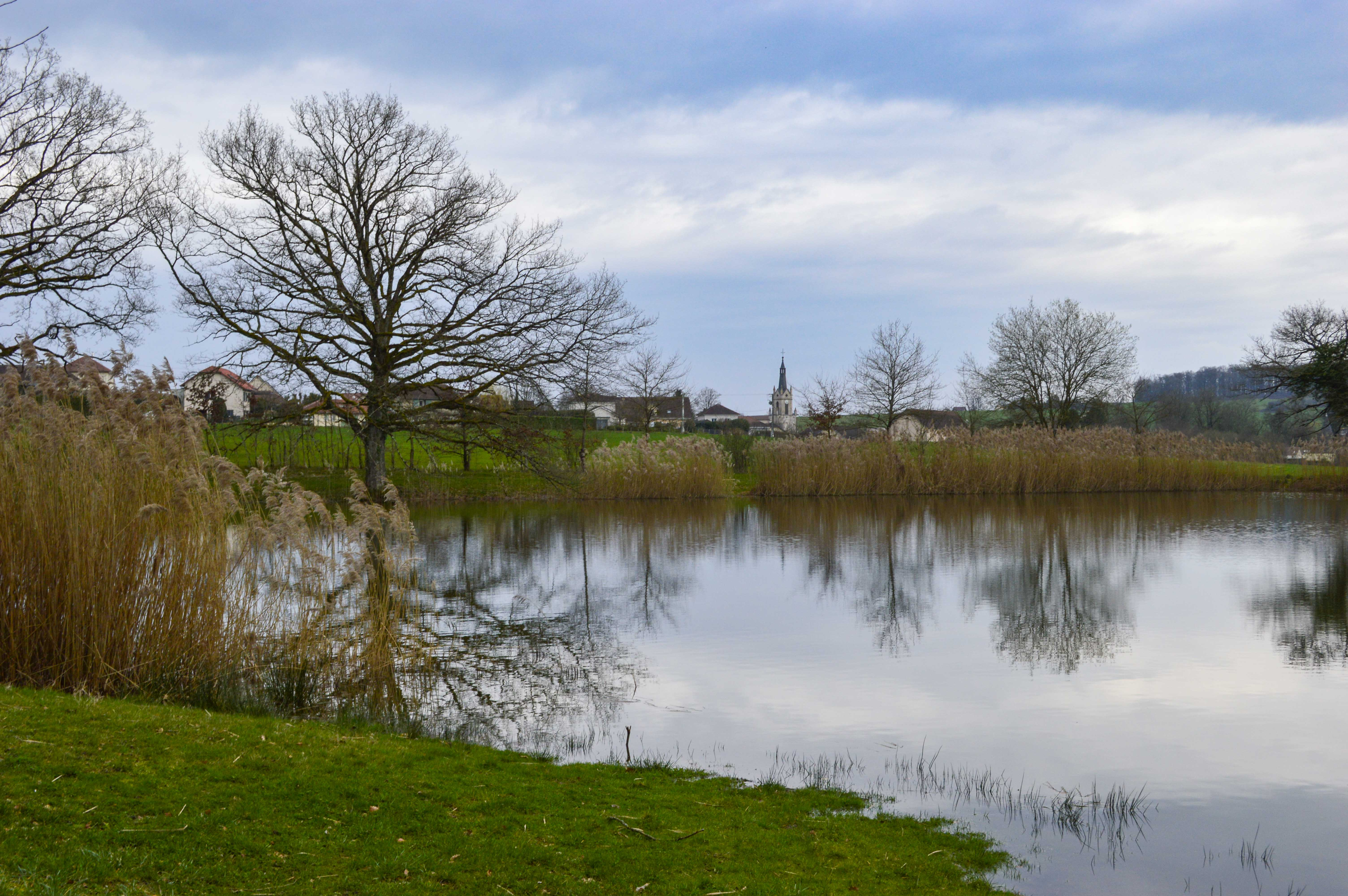
L'étang du Creux des Renards.

### Climat
Pour des articles plus généraux, voir Climat de la Bourgogne-Franche-Comté et Climat du Doubs.
En 2010, le climat de la commune est de type climat des marges montargnardes, selon une étude du Centre national de la recherche scientifique s'appuyant sur une série de données couvrant la période 1971-2000. En 2020, Météo-France publie une typologie des climats de la France métropolitaine dans laquelle la commune est exposée à un climat semi-continental et est dans la région climatique Jura, caractérisée par une forte pluviométrie en toutes saisons (1 000 à 1 500 mm/an), des hivers rigoureux et un ensoleillement médiocre.
Pour la période 1971-2000, la température annuelle moyenne est de 10,6 °C, avec une amplitude thermique annuelle de 17,3 °C. Le cumul annuel moyen de précipitations est de 1 036 mm, avec 12,8 jours de précipitations en janvier et 9,6 jours en juillet. Pour la période 1991-2020, la température moyenne annuelle observée sur la station météorologique de Météo-France la plus proche, « Dannemarie-sur-Crète », sur la commune de Dannemarie-sur-Crète à 7 km à vol d'oiseau, est de 11,3 °C et le cumul annuel moyen de précipitations est de 1 066,6 mm. 
La température maximale relevée sur cette station est de 39,9 °C, atteinte le 25 juillet 2019 ; la température minimale est de −22 °C, atteinte le 9 janvier 1985,,.
Les paramètres climatiques de la commune ont été estimés pour le milieu du siècle (2041-2070) selon différents scénarios d'émission de gaz à effet de serre à partir des nouvelles projections climatiques de référence DRIAS-2020. Elles sont consultables sur un site dédié publié par Météo-France en novembre 2022.

### Milieux naturels et biodiversité
Le village est entouré de forêts qui représentent 216 hectares (dont 118 hectares de forêts communales), soit environ un tiers de la superficie totale de la commune (672 hectares) : les principales forêts sont le bois du Breuil (90 ha) et le bois des Fouchères (120 ha) situés au nord du territoire communal. Le reste des terrains est constitué principalement de pâturages et de champs de culture. D'après la base de données européenne d’occupation biophysique des sols Corine Land Cover (CLC), l'occupation des sols du territoire communal est caractérisée par la prédominance des surfaces agricoles (65,6 % en 2018), une proportion en très légère baisse par rapport à celle de 1990 (68 %). La répartition détaillée en 2018 est la suivante : prairies (36 %), forêts (30 %), terres arables (18,1 %), zones agricoles hétérogènes (11,5 %), zones urbanisées (4,4 %).
Le territoire de la commune de Noironte n'intègre pas de zone naturelle d'intérêt écologique, faunistique et floristique (ZNIEFF), ni d'aire protégée.

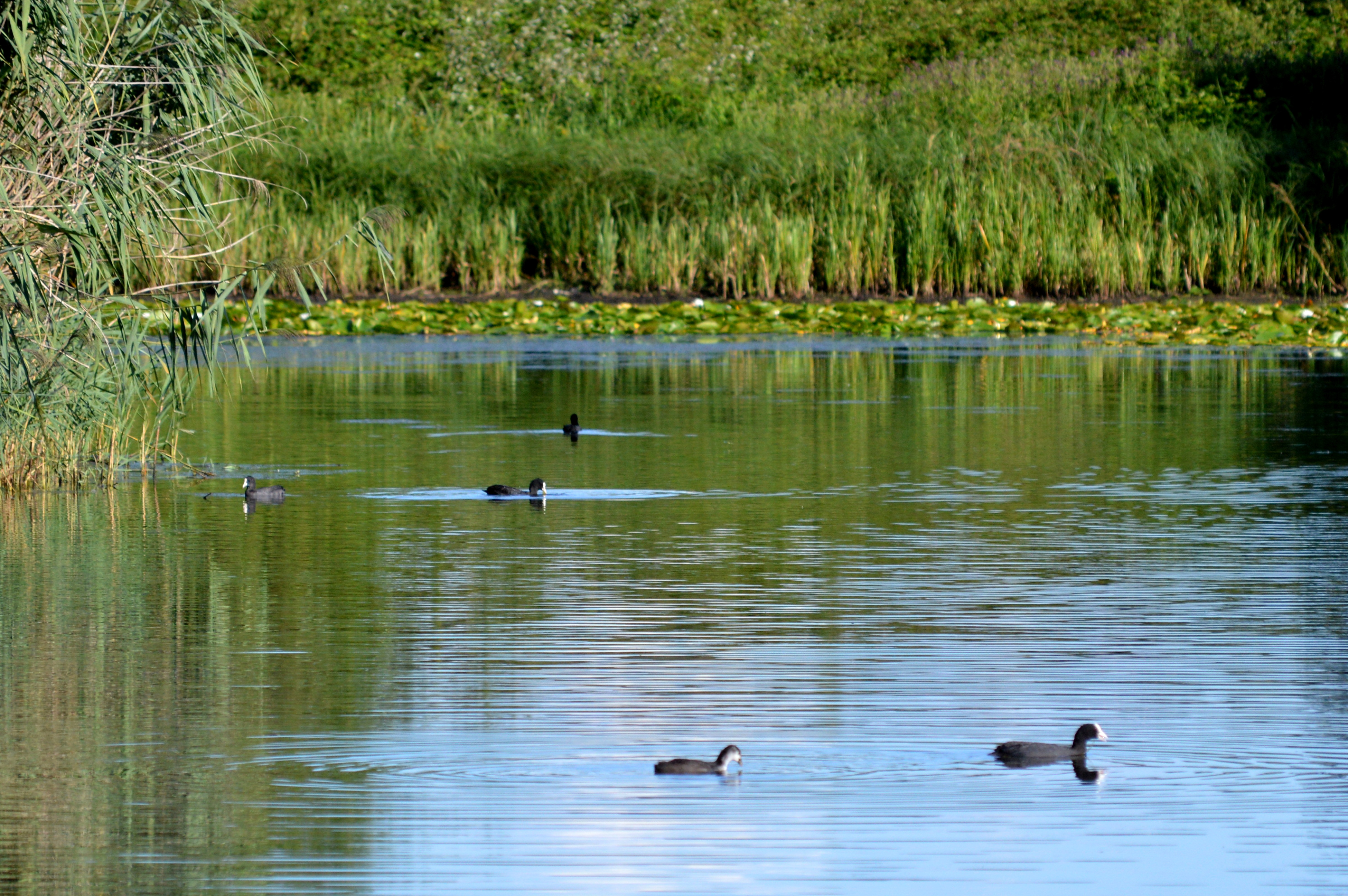
Faune aquatique sur l'étang du Creux des Renards.

Selon les données de l’inventaire national du patrimoine naturel (INPN), 191 espèces et infra-espèces sont présentes dans le territoire communal, dont 140 espèces végétales et 51 espèces animales.
Parmi les animaux, la présence de 25 espèces d'oiseaux ont été observées, parmi lesquelles le milan royal, le chardonneret élégant, le héron cendré, la buse variable, la gallinule poule d'eau, le pic vert, la chouette hulotte ou encore le pic noir. Cinq espèces de mammifères ont également été recensées : le loup gris, le renard roux, l'écureuil roux, le sanglier et le chevreuil. Les cours d'eau et étangs de la commune abritent entre autres brochet, anguille d'Europe, truite d'Europe, gardon ou encore tanche. Enfin, on dénombre 21 espèces de papillons de jour, 18 espèces de libellules et 10 espèces de sauterelles, grillons ou criquets.
La biodiversité floristique de la commune est représentée par des herbacées telles que le muguet, la colchique d'automne, le houx et des essence arbustives dont l'érable sycomore, le chêne sessile, le hêtre commun, le charme commun ou l'aulne glutineux. Deux espèces de plantes remarquables, qui bénéficient du statut « quasi menacé » sur la liste rouge régionale, ont été recensées sur le territoire communal au lieu-dit Grand Étang : la gaudinie fragile et la scorsonère peu élevée.
Le village est labellisé une fleur depuis 2015 au concours des villes et villages fleuris,.

Carte de la commune de Noironte.

## Urbanisme

### Typologie
Noironte est une commune rurale, car elle fait partie des communes peu ou très peu denses, au sens de la grille communale de densité de l'Insee,,,.
Par ailleurs la commune fait partie de l'aire d'attraction de Besançon, dont elle est une commune de la couronne. Cette aire, qui regroupe 310 communes, est catégorisée dans les aires de 200 000 à moins de 700 000 habitants,.

### Occupation des sols

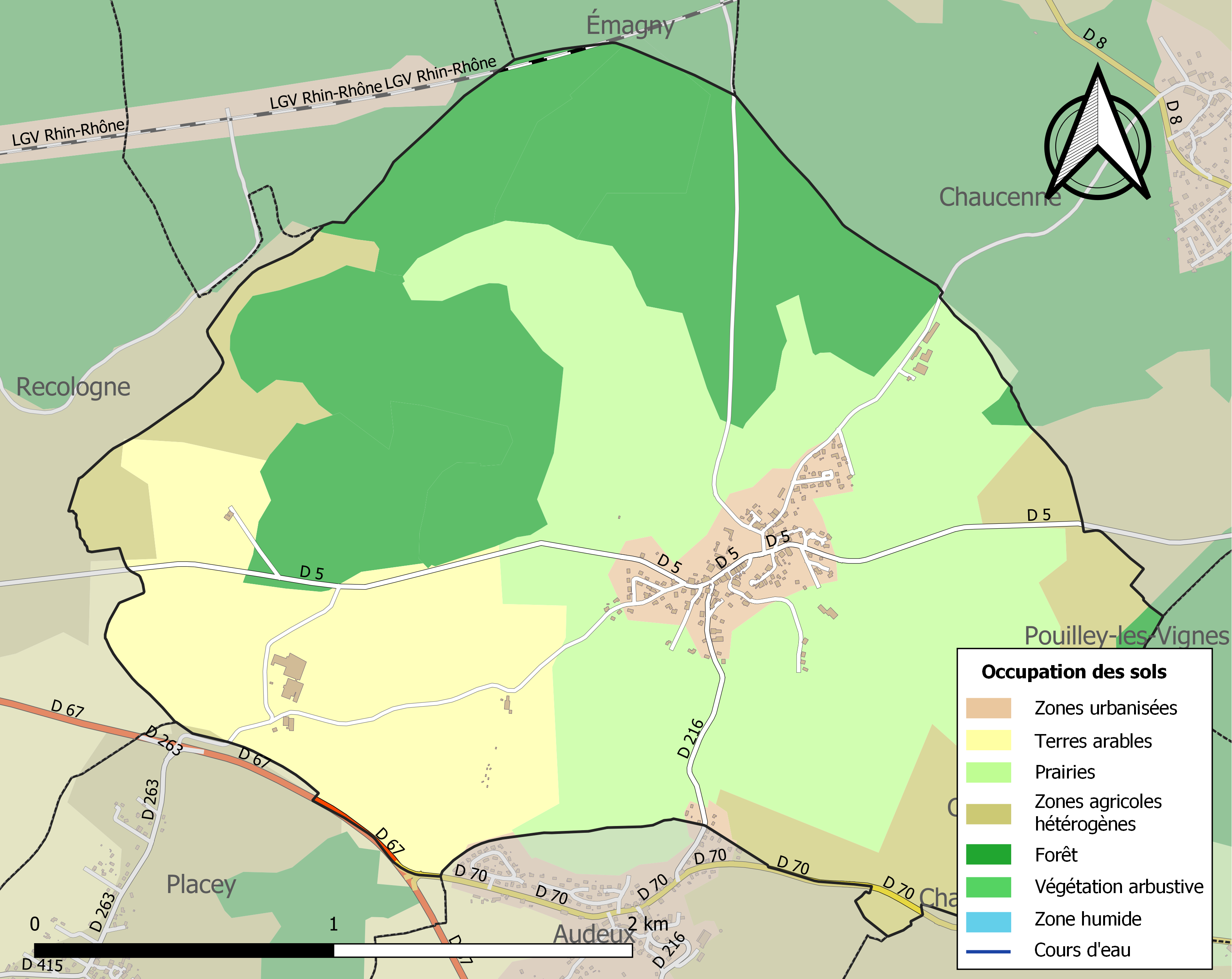
Carte des infrastructures et de l'occupation des sols de la commune en 2018 (CLC).

L'occupation des sols de la commune, telle qu'elle ressort de la base de données européenne d’occupation biophysique des sols Corine Land Cover (CLC), est marquée par l'importance des territoires agricoles (65,6 % en 2018), en diminution par rapport à 1990 (67,8 %). La répartition détaillée en 2018 est la suivante : 
prairies (36 %), forêts (30 %), terres arables (18,1 %), zones agricoles hétérogènes (11,5 %), zones urbanisées (4,4 %).

L'IGN met par ailleurs à disposition un outil en ligne permettant de comparer l’évolution dans le temps de l’occupation des sols de la commune (ou de territoires à des échelles différentes). Plusieurs époques sont accessibles sous forme de cartes ou photos aériennes : la carte de Cassini (XVIIIe siècle), la carte d'état-major (1820-1866) et la période actuelle (1950 à aujourd'hui).

### Morphologie urbaine

Développement du bâti à Noironte.
Extension du bâti en 1950
Développement du bâti entre 1950 et 2000
Développement du bâti entre 2000 et 2018

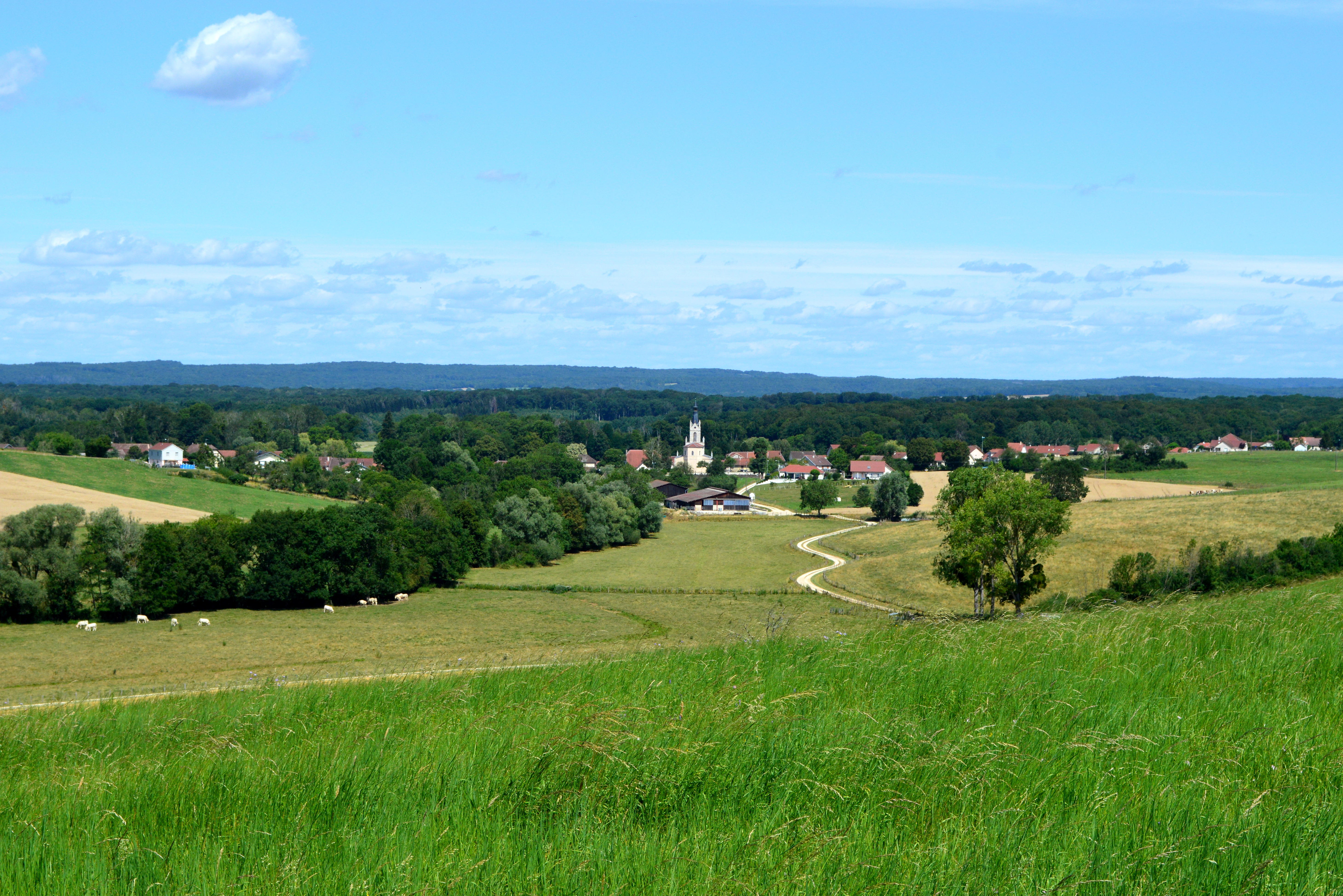
Panorama sur le village depuis la colline de Lambon.

Le village est composé d'un bourg-centre qui s'est développé originellement en habitat groupé de part et d'autre du ruisseau et de quelques écarts, la Piroudotte et la Covre à l'ouest de la commune, tandis que quelques maisons situées en limite sud du territoire communal sont accolées au village d'Audeux. L'axe principal, la Grande Rue, est orienté est-ouest, perpendiculairement au ruisseau qu'il traverse par un pont, unique point de passage routier de la commune entre les deux rives.

### Lieux-dits et hameaux
Le fichier FANTOIR des voies et lieux-dits de Noironte publié en novembre 2021 recense dix-huit voies et soixante-quinze lieux-dits. Par ailleurs, les cartes IGN indiquent des noms de voies n'apparaissant pas dans le fichier FANTOIR, telles que le chemin de la Tuilerie et le la route d'Émagny.

#### Lieux-dits
- À Ramenaux
- Au Charmot
- Au Poirier
- Au Ranchot
- Aux Bons Journaux
- Aux Charrières
- Aux Combes
- Aux Vergers
- Aux Vernes
- Berret
- Bois du Breuil
- Champagnard
- Champs Brelands
- Champs des Veaux
- Château (le)
- Communal des Combes
- Corvée de Verdier
- Corvée du Moulin
- Corvée du Village (la)
- Covre (la)
- Creux des Renards
- Criot (le)
- Cul de Fer à Cheval
- Derrière la Malmaison
- Derrière les Vignes
- Essard Janville
- Essarts Bejean
- Étang (l')
- Fa de Grange
- Fan
- Fer à Cheval
- Fosse (la)
- Foucheret (le)
- Fouchères (les)
- Grand Bois
- Grand Essart
- Grand Étang
- Grandes Planches
- Grands Terreaux
- Grange de la Covre
- Graverot
- Grévillot
- Lambon
- Lyottes (les)
- Ormont
- Petit Essart
- Petit Pré Oudot
- Petite Partie et Graverot
- Poirier Patey
- Pré de la Velle
- Pré de Marnay et du Breuil
- Pré Oudot
- Prélot du Bois
- Prés d'Amont
- Prés d'Avaux
- Prés d'Ormont
- Prés Derrière
- Prés des Saves
- Prés du Pont
- Queue de l’Étang
- Rafou
- Sablenière
- Sous Lambon
- Sous le Chemin des Auxon
- Sous le Rang
- Sur la Velle
- Sur Pré Rond
- Sur Save
- Sur Saves
- Sur une Raie
- Tuilerie (la)
- Verne (la)
- Vignes Monsieur
- Village

#### Voies
- chemin de la Corvée
- chemin de la Covre
- chemin de Lambon
- chemin de la Piroudotte
- chemin du Rang
- chemin de la Tuilerie
- chemin de la Velle
- place
- route d'Audeux
- route de Chaucenne
- route d'Émagny
- rue du Charmot
- rue de Chirey
- Grande rue
- rue du Hameau des Étangs
- rue du Jadi
- rue des Mas Brulés
- rue du Parc
- rue du Rafou
- rue de la Riotte

### Logement

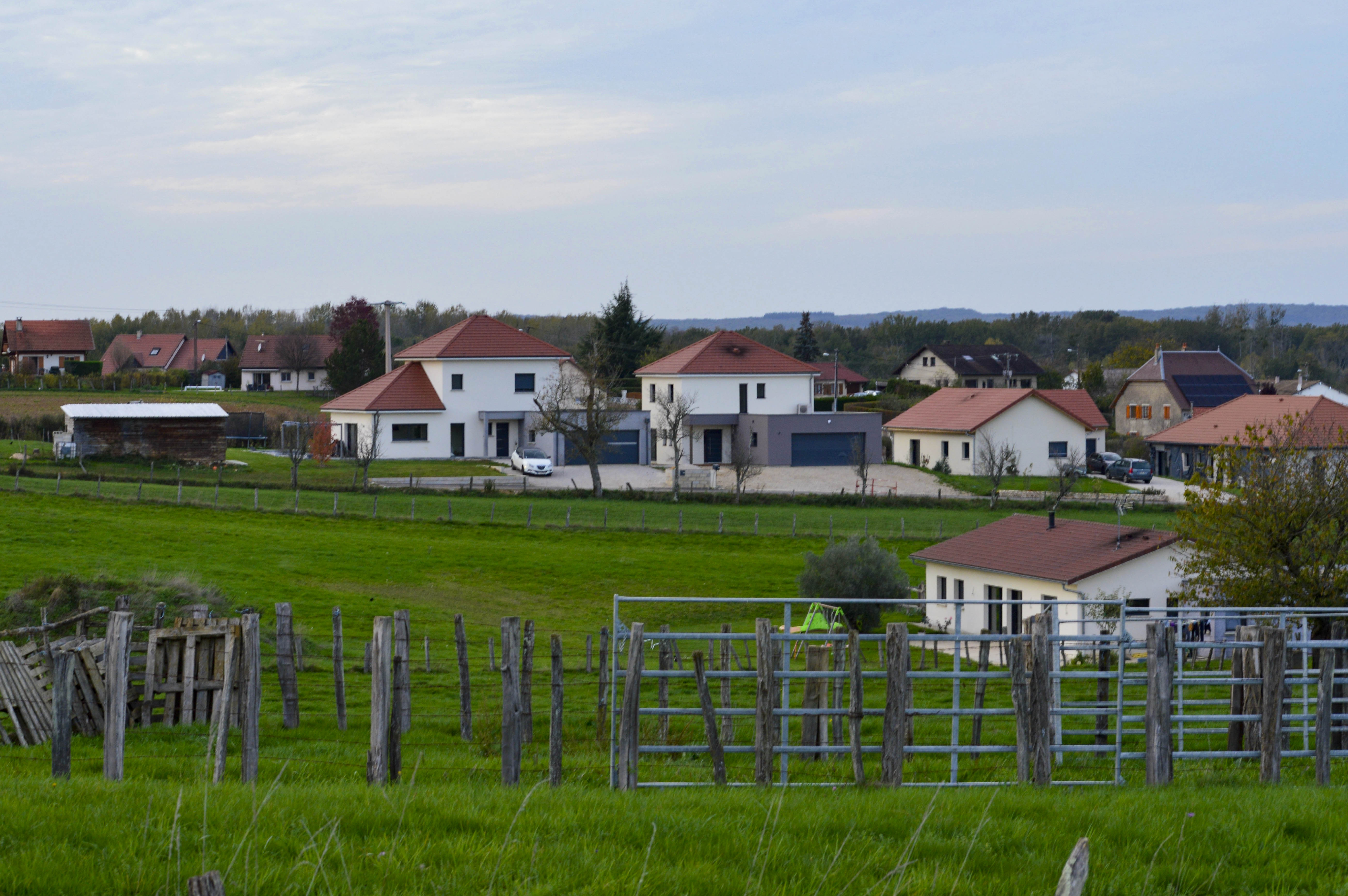
Maisons récemment construites.

Au recensement de 2019, la commune comptait 179 logements dont 164 étaient des résidences principales, 12 des logements vacants et 3 des résidences secondaires. Le nombre de logements situé dans des immeubles collectifs s'élève à 44 appartements, soit 24,5 % du total, et 134 maisons individuelles. Sur les 161 résidences principales construites avant 2016 que compte la commune, 32 (19,7 %) ont été achevées avant 1946, 61 (38 %) entre 1946 et 1990 et 68 (42,3 %) de 1991 à 2015.
L'ancienneté d'emménagement dans la résidence principale montre que sur les 394 habitants de la commune au recensement de 2019, 192 ont emménagé depuis 10 ans ou plus, 97 depuis 5 à 9 ans et 106 depuis moins de 5 ans.
| 1968 | 1975 | 1982 | 1990 | 1999 | 2008 | 2013 | 2019 |
| ---- | ---- | ---- | ---- | ---- | ---- | ---- | ---- |
| 65   | 78   | 89   | 105  | 114  | 134  | 170  | 179  |

### Risques naturels et technologiques
Le dossier départemental des risques majeurs (DDRM) du Doubs de 2012 indique que la commune est exposée à un aléa moyen face au risque lié aux retrait-gonflements des sols argileux. Noironte a bénéficié de deux arrêtés de catastrophes naturelles, liés à des inondations, coulées de boue et mouvements de terrain, en 1982 et 1999.
Noironte se trouve en zone de sismicité faible de niveau 2 sur une échelle de 1 à 5, selon la cartographie établie par le bureau de recherches géologiques et minières (BRGM).

### Voies de communication et transports

#### Infrastructure routière
Le village est desservi par la route départementale RD 5, d'une longueur de 12 km, qui relie Recologne à Miserey-Salines en passant par Noironte et Pelousey. Elle traverse la commune d'est en ouest sur 3,5 kilomètres. Une autre départementale, la RD 216, part du bourg de Noironte vers le sud pour atteindre les communes d'Audeux, Mazerolles-le-Salin et Chemaudin-et-Vaux. La partie de la RD 216 situé sur la commune est connue localement sous l'appellation de côte d'Audeux en raison de son dénivelé de 40 mètres d'altitude sur une distance de 600 mètres (pente à 7 %). Par ailleurs, deux chemins communaux permettent de rejoindre les villages de Chaucenne, Émagny et Chevigney-sur-l'Ognon vers le nord. L'échangeur autoroutier le plus proche est situé à huit kilomètres au sud par la route, il s'agit de la sortie no 3 Besançon Planoise de l'A36 dite La Comtoise (Beaune-Mulhouse).

#### Transports en commun

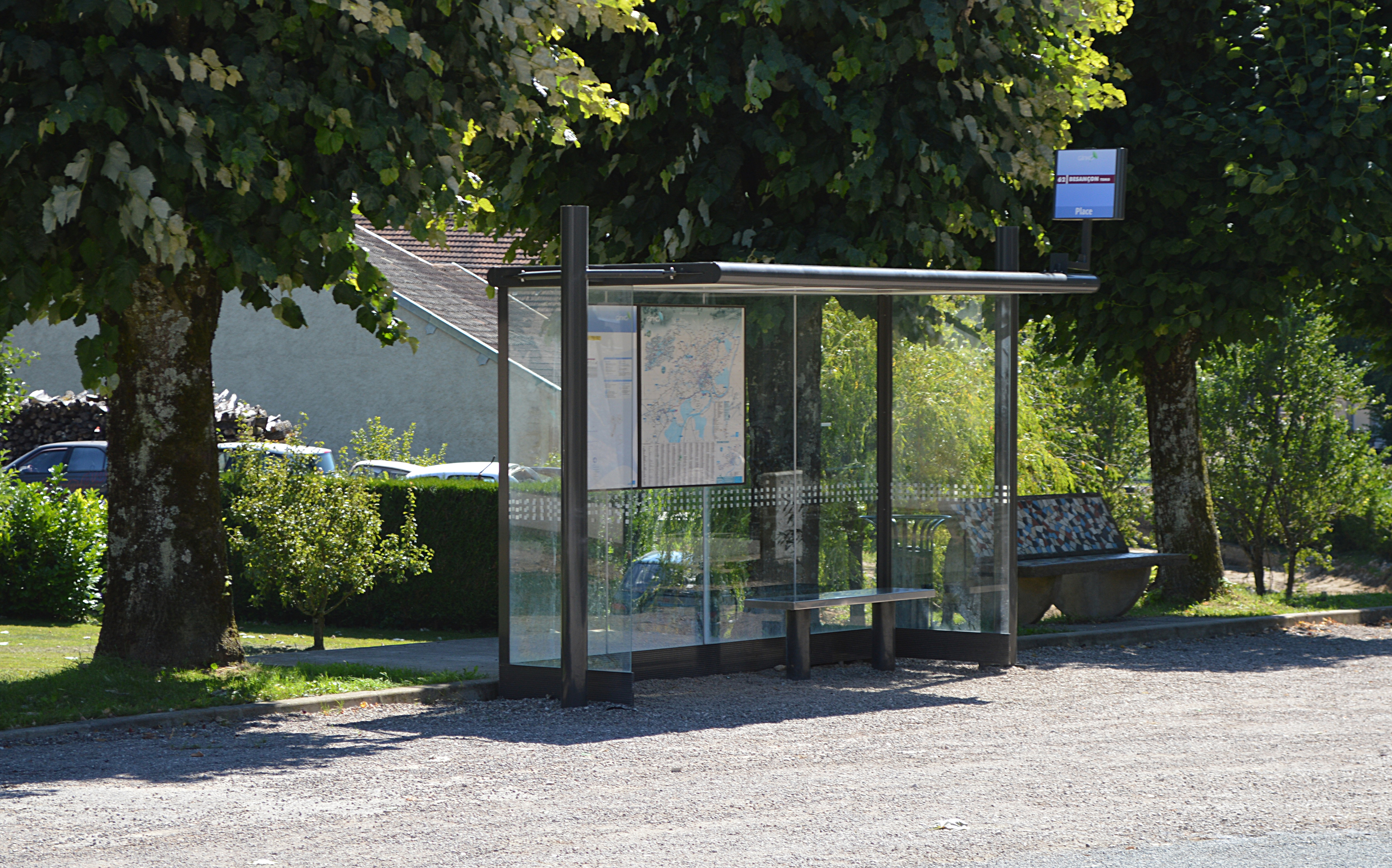
Arrêt de bus sur la place de Noironte.

La commune est desservie par le réseau de transports en commun de l'agglomération de Besançon Ginko : la ligne  62  relie l'arrêt Noironte Place au pôle d'échange intermodal Temis de Besançon en traversant les communes d'Audeux, Champagney, Champvans-les-Moulins, Pouilley-les-Vignes et Pirey en un temps de parcours de 30 minutes environ. En semaine, il y a au moins quatre allers et retours réguliers par jour, des trajets supplémentaires étant disponibles sur réservation.

#### Liaisons ferroviaires et aériennes
Pour la desserte ferroviaire, les gares les plus proches sont la gare de Besançon Franche-Comté TGV (10 km) pour les liaisons nationales et internationales, et celles de Franois et de Dannemarie - Velesmes situées également à une dizaine de kilomètres et desservies par des trains régionaux du réseau TER Bourgogne-Franche-Comté assurant la liaison entre Besançon-Viotte et Dole. Le tracé de la LGV Rhin-Rhône passe dans le bois des Fouchères à deux kilomètres au nord du centre du village.
À 40 minutes de Noironte par la route, l'aéroport de Dole propose en 2021 des liaisons aériennes régulières vers Londres, Marrakech, Fès, Porto et Bastia. Les aéroports internationaux les plus proches de Noironte sont l'aéroport de Bâle-Mulhouse-Fribourg (174 km), l'aéroport international de Genève (190 km) et l'aéroport de Lyon-Saint-Exupéry (241 km).

## Toponymie
Au fil des siècles, le nom de la commune a connu de nombreuses transformations : Nerontio ou Neironte (1073), Nigronte (1108), Nigrunta (1139), Noironte (1287), Noyronte (1344), Noirontes (1629),. L'étymologie du terme Noironte proviendrait du ruisseau qui traverse le village, surnommé la noire onde.
Le toponyme Noironte est également présent au Canada, un lac du Québec localisé dans la commune de Notre-Dame-du-Laus étant dénommé Lac Noironte.

## Histoire

### Préhistoire
Des fouilles archéologiques effectuées à Noironte à la fin du XXe siècle ont révélé des traces d'activités datant du Paléolithique, dont trois objets du Moustérien et une pointe azilienne. Le territoire communal a par ailleurs été le théâtre d'une importante occupation humaine au Néolithique, avec la présence de quatorze sites où ont été découverts de nombreux matériels lithiques parmi lesquels une lame de hache polie et des armatures de flèches.

### Antiquité
Avant la conquête romaine de la Gaule en 52 av. J.-C., Noironte fait partie du territoire du peuple gaulois des Séquanes. Quatre sites antiques ont été localisés sur le territoire de la commune, alors dénommée Nerontio, lors de fouilles réalisées par Joseph Mollet : au nord-est, la présence de deux édifices est marquée par des groupements de tuiles et la présence d'une anse d'amphore et d'un fond de gobelet ; au nord, un site concentre des morceaux d'amphores, de céramique sigillée, de céramique commune et de meules ; à l'ouest, l'implantation probable de deux bâtiments résulte de la découverte de concentrations de tuiles et de moellons ; enfin, au nord-ouest, de la céramique sigillée, de la céramique commune, des tessons d'amphores, des fragments de meule, une anse en bronze, une bouterolle, un fourreau de poignard et une monnaie (semblant représenter Lucius Verus) ont été trouvées.

### Moyen Âge
La première mention écrite du village apparaît dans un texte de l'an 1032 se rapportant aux biens de l'abbaye Saint-Paul de Besançon. L'origine de la constitution de la seigneurie de Noironte demeure inconnue mais on sait que sa devise était "semper item" et qu'en 1287 elle appartient à Guillaume d'Apremont, seigneur de Moncley, qui affirme l'avoir en sa possession parmi un certain nombre de terres. Au cours du XIVe siècle, la seigneurie appartient à la famille d'Arguel : ainsi, en 1390, les villageois doivent à Antoine d'Arguel, seigneur de Noironte et de Cromary, un cens de cinq bichets (mesure de grains) d'avoine qui doit être déchargé devant l'église le jour de la Saint-Martin d'hiver fêtée le 11 novembre.

### Époque moderne

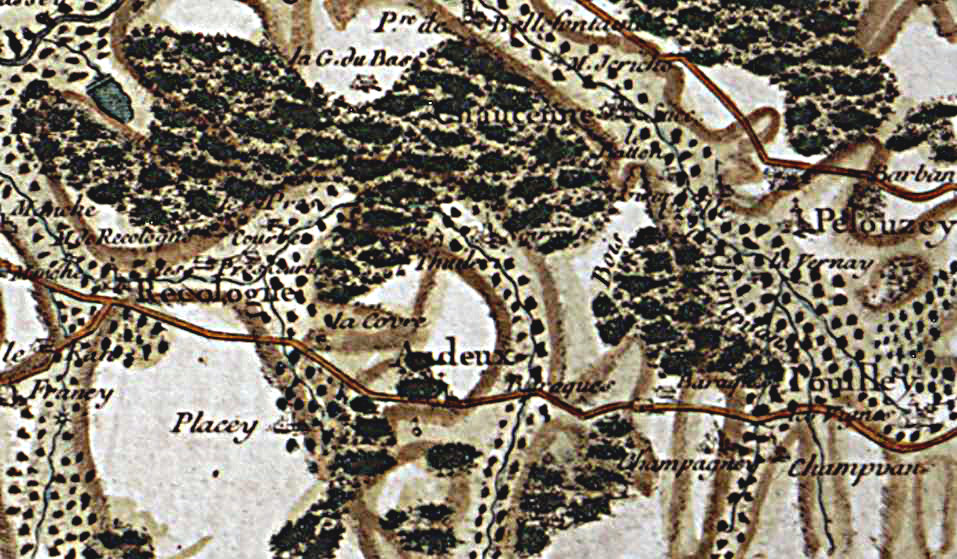
Carte de Cassini de Noironte et ses environs en 1758.

En 1521, la seigneurie de Noironte revient aux Thomassin, famille bourgeoise originaire de Vesoul, puis, par le biais des alliances, elle tombe sous la tutelle de la famille des Fallerans de Plaine en 1553.
La seigneurie est confisquée à Adrien de Plaine et vendue à Nicolas Franchet pour 38 100 francs, la famille Franchet possédant la seigneurie de Noironte à partir de 1581. Claude Franchet, écuyer originaire de Pontarlier, reconnaît en 1582 tenir son fief auprès de Louis de La Tour, seigneur de Moncley. Le nouveau seigneur dispose de la haute, moyenne et basse justice sur ses vassaux qui se voient obligés d'être au guet et à la garde du château. À cette époque, sont dénombrées dans la seigneurie de Noironte plusieurs pièces de terre, sept étangs, une tuilerie, un moulin et un bois banaux. En 1614, Noironte compte 36 feux, soit environ 150 à 160 habitants.
Anne Jacquinot, Dame de Noironte, petite-fille de Denis Franchet, se marie le 13 juillet 1635 avec Claude Bon Monnier, lieutenant du bailliage de Vesoul (1634-1638) qui devient conseiller au Parlement de Dole en 1647. Les terres de Noironte dotées en 1642 d'un blason qui figure encore aujourd'hui sur le blason communal (dans le quart inférieur droit), reviennent ainsi à la famille Monnier qui y exerce ses pouvoirs pendant plus d'un siècle. À la fin du XVIIe siècle, le duc d'Arenberg, militaire brabançon au service de la Couronne d'Espagne et gouverneur de la Franche-Comté de 1668 à 1671, fait envoyer une compagnie militaire sur les terres de Noironte pour faire part de sa contrariété à Bon Anatoile Monnier, président du conseil des vingt-huit notables qui gouvernent la cité de Besançon. En réponse, le seigneur de Noironte fait envoyer des chevaux pour ravitailler les combattants logés sur ses terres. Par lettres patentes du 1er septembre 1713, les terres et seigneuries de Noironte, Mamirolle et Courvières sont érigées en marquisat, démontrant les faveurs dont jouissait Charles de Monnier (premier président de la Chambre des comptes de Dole et conseiller au Parlement de Besançon) auprès de la cour du fait de sa fidélité au Roi.
En 1740, Charles de Monnier cède la seigneurie de Noironte à Catherine Françoise Petitcuenot, veuve de Claude Joseph Bullet, seigneur de Bougnon. Dans l'intervalle, la terre de Noironte sera plusieurs fois amodiée. Vers la fin du XVIIIe siècle, la seigneurie est vendue à un membre de la famille de Montrond, le dernier seigneur de Noironte étant Madame de Montrond qui signe en 1786 un bail à ferme de 7 500 livres avec les frères Humbert de Recologne, pour les fonds, droits revenus, terre et seigneurie de Noironte.
Pendant la Révolution française, la population de Noironte qui est très attachée au culte catholique manifeste son opposition à la nouvelle administration. Néanmoins, en 1791, un vote attribue 600 livres aux cinq volontaires du village qui se sont engagés à renforcer l'armée pour défendre la patrie. Le découpage territorial opéré par l'Assemblée constituante rattache la commune de Noironte au canton de Recologne nouvellement créé.

### Époque contemporaine

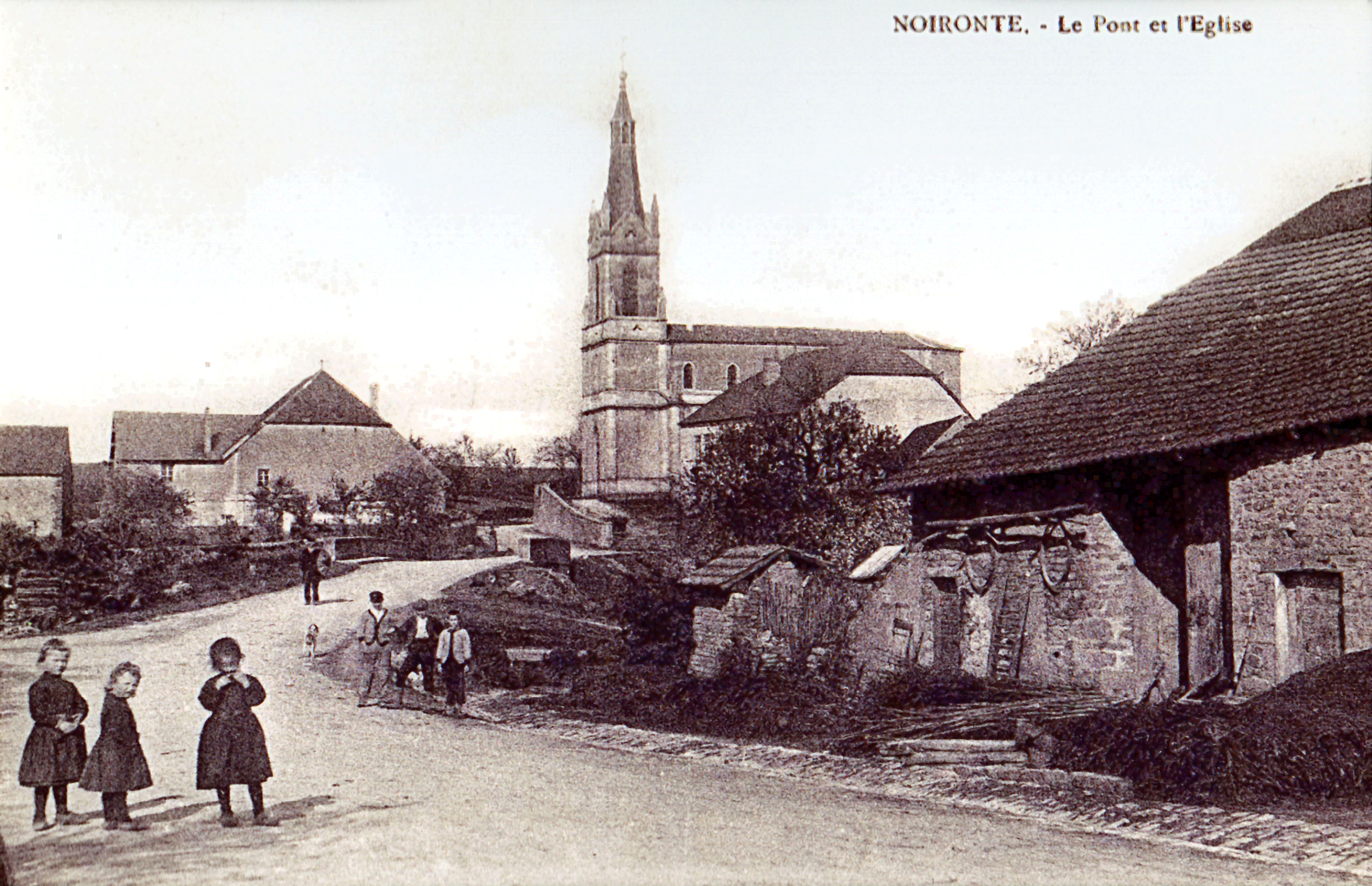
Noironte vers 1910.

En 1801, la  « loi portant réduction du nombre de justices de paix » supprime le canton de Recologne, Noironte est dorénavant rattachée au canton d'Audeux.
La commune endure de manière répétée les réquisitions de cohortes étrangères durant le mois d'octobre 1815. Il est probable qu'au cours du XIXe siècle une partie du village ait été dévastée par un incendie sévère, ce qu'indiquerait la dénomination de l'actuelle rue des Mas Brûlés. Le conseil municipal se soucie à cette même époque de restaurer et d'acquérir de nouveaux bâtiments publics : ainsi, en 1840, la commune rachète une maison du village où elle installe sa mairie et son école. En 1845, la municipalité acquiert un terrain pour y établir le nouveau cimetière et en 1855 elle décide de la construction d'une église à la place de l'ancienne chapelle saint Jean-Baptiste. À la fin du siècle, une école privée, dirigée par des religieuses, ouvre également ses portes grâce à la volonté de Jules de Chateaubrun.
Les conséquences de la guerre de 1870-1871 sur le village ne sont pas connues mais celui-ci n'a probablement pas évité les dégâts et les réquisitions éprouvés par les communes environnantes.
Le 28 octobre 1906, des incidents ont lieu à Noironte à la suite de la promulgation de la loi de séparation des Églises et de l'État : à l'issue de la messe dominicale, un groupe de fidèles menés par le maire Jules de Chateaubrun et le curé Valère Bidoz se rend à l'école pour remettre en place un crucifix enlevé la veille tandis que l'instituteur Émile Motte, qui tente de les en empêcher, est bousculé violemment par le desservant. Une croix de grande taille est par la suite peinte sur la façade de la mairie-école. Le 25 novembre, M. Bidoz, qui comparait devant le tribunal correctionnel de Besançon pour des faits d'outrages et de violences, est condamné à huit jours de prison avec sursis et 100 francs d'amende.
La Première Guerre mondiale touche durement Noironte qui déplore quinze morts dans ses rangs, dont l'instituteur Émile Motte. En 1920, des tilleuls sont plantés au centre du village de part et d'autre du pont enjambant la rivière pour célébrer la victoire et, à la même époque, on érige un monument aux morts sur la place du village,. L’électricité arrive dans le bourg-centre en 1921. Le 14 octobre 1934, un incendie se propage depuis un grenier et détruit trois maisons, les pompiers de sept communes voisines étant appelés en renfort pour éviter qu'il ne s'étende davantage,.
Pendant la Seconde Guerre mondiale, les Allemands occupent le village, les gradés résidant au château tandis que les soldats occupent les maisons des villageois et les vergers. Le bilan de cette guerre est moins lourd que la précédente pour Noironte qui ne comptera qu'un seul mort parmi ses habitants.
Après guerre, la vie de la commune est durablement marquée par l'action de l'abbé Paul Sandoz, surnommé « le petit curé » par les paroissiens, qui officie de 1948 à 1993 : il crée la chorale la Clé des Chants, monte une troupe de théâtre, organise une colonie de vacances dans le Haut-Doubs pour les jeunes du village. L'école privée ferme ses portes en 1985.
Le 1er janvier 2003, la commune devient membre de la communauté d'agglomération du Grand Besançon (devenue communauté urbaine en 2019) et le 22 mars 2015, elle est rattachée au nouveau canton de Besançon-2 après le redécoupage cantonal de 2014 qui aboutit à la disparition du canton d'Audeux.
De 2014 à 2016, l'église Saint-Martin est entièrement réhabilitée. De 2018 à 2020, le centre du bourg est largement réaménagé : réfection du pont, refonte des places (parkings, arrêts de bus, passages surélevés), plantation d'arbres fruitiers, enfouissement des réseaux, travaux de voirie et d'accessibilité aux personnes à mobilité réduite, rénovation du calvaire devant la mairie.

## Politique et administration

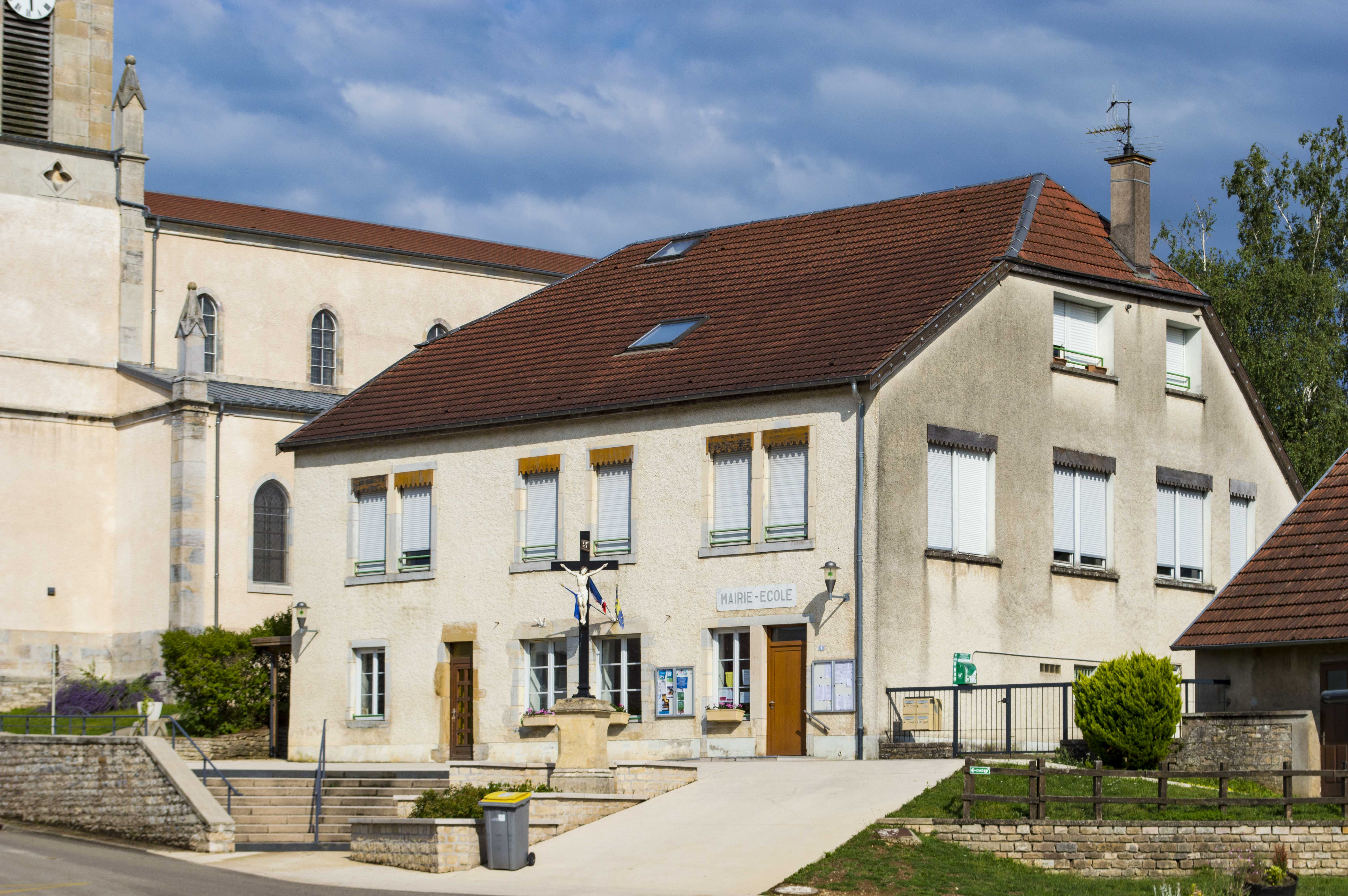
La mairie et l'école de Noironte.

### Découpage territorial
La commune fait partie de l'arrondissement de Besançon, du département du Doubs et de la région Bourgogne-Franche-Comté. Depuis le 1er janvier 2003, la commune de Noironte adhère à Grand Besançon Métropole, communauté urbaine créée en 2019 par transformation de la communauté d'agglomération et regroupant 67 communes pour une population de 198 387 habitants (en 2022).
Dans le cadre des élections départementales, Noironte est depuis 2015 l'une des 12 communes composant le canton de Besançon-2, après avoir fait partie du canton d'Audeux de 1801 à 2015 et de celui de Recologne de 1789 à 1801,. Elle dépend, pour les élections législatives, de la première circonscription du Doubs.

### Tendances politiques
Le vote des électeurs nirontais est traditionnellement plutôt orienté à droite, l'extrême-droite arrivant même plusieurs fois en tête du premier tour à l'occasion de divers scrutins : élections européennes de 2014 et 2019, élection régionale de 2015 et élection présidentielle de 2017.
En 2017, les électeurs de Noironte placent en effet la candidate d'extrême-droite Marine Le Pen en tête du premier tour de l'élection présidentielle avec 28,63 % des suffrages exprimés devant le candidat centriste Emmanuel Macron (26,14%) mais ce dernier remporte la majorité des voix au second tour avec un pourcentage de 62,13 %. À l'élection présidentielle de 2012, le candidat de la droite Nicolas Sarkozy (UMP) arrive largement en tête du premier tour (33,06 %) devant le socialiste François Hollande (24,19 %), de même qu'au deuxième tour (56,2 % contre 43,8 %). En 2007, Nicolas Sarkozy (UMP) était déjà arrivé en tête du premier tour avec 35 % des suffrages devant Ségolène Royal (PS) qui avait réuni 23 % des voix, et l'avait emporté largement au second tour à 60,2 % contre 39,8 % pour sa rivale. Lors de la présidentielle de 2002, Jacques Chirac (UMP) avait remporté 25,99 % des suffrages des Nirontais au premier tour devant le candidat d'extrême-droite Jean-Marie Le Pen (16,95 %) et l'avait largement battu au second tour avec 83,51 % contre 16,49 % pour le leader du Front national.

### Administration municipale
Comme toute commune dont la population est comprise entre 100 et 499 habitants, le conseil municipal de Noironte est actuellement composé de onze membres. Il est élu au scrutin majoritaire plurinominal à deux tours avec candidatures isolées ou groupées et possibilité de panachage. Le maire actuel de la commune est Philippe Guillaume, né en 1956, élu le 5 octobre 2023 à la suite du décès en cours de mandat de Claude Maire qui avait été élu lors des élections municpales de 2020.
Dans les communes de moins de 1 000 habitants, les conseillers communautaires sont désignés parmi les conseillers municipaux élus en suivant l’ordre du tableau (maire, adjoints puis conseillers municipaux) et dans la limite du nombre de sièges attribués à la commune au sein du conseil communautaire. Un siège est attribué à Noironte au sein de la communauté urbaine Grand Besançon Métropole. Le maire Philippe Guillaume représente ainsi la commune au sein du conseil communautaire.

#### Liste des maires
Le tableau suivant présente la liste des maires de Noironte par ordre antéchronologique:
| Période | Période | Identité                                              | Étiquette | Qualité                         |
| ------- | ------- | ----------------------------------------------------- | --------- | ------------------------------- |
| 2023    |         | Philippe Guillaume                                    |           |                                 |
| 2017    | 2023    | Claude Maire Décès au cours du mandat 2020-2026       |           | Ancien employé                  |
| 2008    | 2017    | Bernard Madoux Démission au cours du mandat 2014-2020 |           | Inspecteur des Douanes retraité |
| 1989    | 2008    | Rémy Maréchal                                         |           | Professeur                      |
| 1982    | 1989    | Hubert Mulin                                          |           | Ingénieur/Cadre                 |
| 1977    | 1982    | Charles Voynet                                        |           | Assureur                        |
| 1953    | 1977    | Henri Dadvisard                                       |           |                                 |
| 1945    | 1953    | Charles Foltête                                       |           |                                 |
| 1929    | 1944    | Charles Mulin                                         |           |                                 |
| 1922    | 1928    | René de Chateaubrun                                   |           | Sculpteur                       |
| 1892    | 1912    | Jules Le Roy de Lisa de Chateaubrun                   |           |                                 |
| 1888    | 1892    | Claude Pierre Boudry                                  |           |                                 |
| 1884    | 1888    | Pierre Minary                                         |           |                                 |
| 1882    | 1884    | Claude Pierre Boudry                                  |           |                                 |
| 1881    | 1882    | Jean Louis Mérillon                                   |           |                                 |
| 1878    | 1881    | Claude Constant Mérillon                              |           |                                 |
| 1873    | 1878    | Claude Pierre Boudry                                  |           |                                 |
| 1870    | 1873    | Louis Minary                                          |           |                                 |
| 1861    | 1870    | François Mérillon                                     |           |                                 |
| 1852    | 1861    | Jean Mathieu Mérillon                                 |           |                                 |
| 1850    | 1852    | Claude Perruche                                       |           |                                 |
| 1848    | 1850    | Jean Baptiste Ignace Mérillon                         |           |                                 |
| 1843    | 1848    | Sébastien Ducret                                      |           |                                 |
| 1838    | 1843    | Jean Pierre Siruguet                                  |           |                                 |

### Finances communales
La commune de Noironte est enregistrée au répertoire des entreprises sous le code SIREN 212 504 278. Son activité est enregistrée sous le code APE 84.11Z, correspondant aux administrations publiques générales.
En 2019, le budget communal s'équilibrait à 554 000 € dont 346 000 € provenaient des produits de fonctionnement (impôts, dotation globale de fonctionnement de l'État) et 208 000 € des ressources d'investissement (subventions, fonds de compensation pour la TVA, emprunts bancaires). La part d'impôts locaux dans les produits de fonctionnement s'établissait à 30,8 %, contre une moyenne de 35,1 % pour la strate de communes équivalente, avec des taux d'imposition fixés à 12,10 % pour la taxe d'habitation, (y compris THLV), 14,06 % et 18,45 % pour la taxe foncière sur le bâti et le non-bâti.
Le tableau ci-dessous présente l'évolution de la capacité d'autofinancement, un des indicateurs des finances locales de Noironte, sur une période de dix ans :
|                      | 2010 | 2011 | 2012 | 2013 | 2014 | 2015 | 2016 | 2017 | 2018 | 2019 |
| -------------------- | ---- | ---- | ---- | ---- | ---- | ---- | ---- | ---- | ---- | ---- |
| Noironte             | 274  | 342  | 250  | 247  | 216  | 287  | 224  | 151  | 137  | 311  |
| Moyenne de la strate | 140  | 162  | 168  | 156  | 150  | 148  | 146  | 156  | 158  | 167  |

| ■ CAF de Noironte ■ CAF moyenne de la strate |

## Équipements et services publics

### Eau et déchets
La commune dispose de sa propre station d'épuration à lagunage pour le traitement des eaux usées : elle présente une capacité de 500 EH (équivalent-habitant). L'approvisionnement en eau de la commune est assuré par le Syndicat Intercommunal des Eaux du Val de l'Ognon (SIEVO) dont elle est membre depuis 1950.
Le traitement des déchets est assuré par le Sybert, Syndicat mixte de Besançon et de sa région pour le traitement des déchets, Noironte accueillant une des 16 déchetteries sur son territoire. La collecte des déchets est assurée par la communauté urbaine Grand Besançon Métropole et facturée selon une redevance incitative.

### Équipements culturels et sportifs

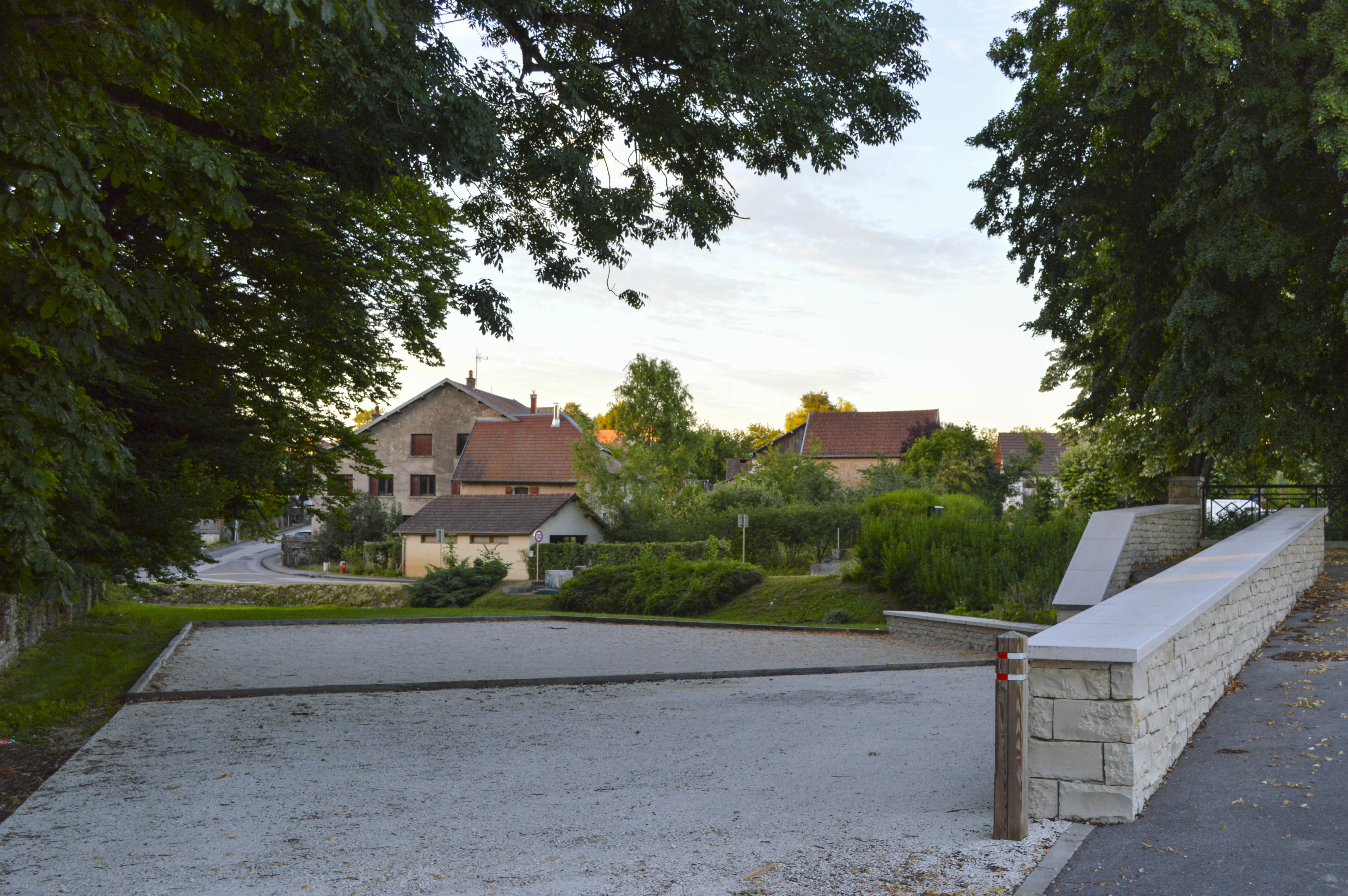
Boulodrome au centre du village.

Un terrain est aménagé dans le centre du village pour la pratique du jeu de boules, et la commune dispose d'un terrain de football situé route d'Émagny.
Plusieurs sentiers de randonnée permettent de découvrir les étangs et forêts de Noironte mais aucun itinéraire balisé ne traverse le territoire communal. La commune se situe sur le parcours du Grand Tour de Besançon à VTT,.
La commune dispose d'une salle communale pour l'organisation d'événements festifs, d'une capacité maximale de 100 personnes.

### Enseignement
La commune fait partie de l'académie de Besançon, dans la zone A du calendrier scolaire. Au sein du regroupement pédagogique intercommunal (RPI) de Audeux - Chaucenne - Noironte, l'école de Noironte accueille le cycle 3 de l'école élémentaire (CM2) qui accueillait 21 enfants à la rentrée 2021. Les élèves de maternelle vont à Chaucenne (50 élèves) et les élèves du cycle 2 (CP, CE1,CE2,CM1,) à Audeux (54 élèves). Les déplacements en bus entre les trois communes sont assurés par le conseil départemental du Doubs. Selon la carte scolaire pour la rentrée 2021,, la scolarisation des élèves de Noironte se fait au collège Georges Pompidou de Pouilley-les-Vignes (6 km) et au lycée Claude-Nicolas Ledoux de Besançon (13 km). Les établissements privés les plus proches sont l'école et le collège François Cartannaz à Pirey (8 km) ainsi que plusieurs établissements de l'enseignement primaire et secondaire situés Besançon.

### Postes et télécommunications
Le déploiement du réseau à haut débit par fibre optique à Noironte est effectif depuis 2020. Pour l'acheminement du courrier postal, la commune dépend du bureau distributeur de Recologne qui se voit attribuer le code 25170.

### Santé et services d'urgence
Noironte dépend, pour les secours, du centre de première intervention (CPI) de Recologne, commune distante de quatre kilomètres dans laquelle se trouvent également les services de santé les plus proches de la commune, dont une pharmacie et un cabinet médical, tandis que les hôpitaux les plus proches sont le centre hospitalier régional universitaire Jean-Minjoz et le centre de soin des Tilleroyes, tous deux situés à Besançon.

### Justice et sécurité
La commune dépend du tribunal judiciaire, du conseil de prud'hommes, du tribunal pour enfants, du tribunal de commerce et du tribunal administratif de Besançon. Elle est rattachée à la cour d'assises du Doubs, à la cour d'appel de Besançon et à la cour administrative d'appel de Nancy.
Noironte se trouve dans la circonscription de gendarmerie de la brigade de proximité de Recologne.

## Population et société

### Démographie

#### Évolution démographique
| 1614    | 1657         | 1688     | 1735    | 1744    | 1790     |
| ------- | ------------ | -------- | ------- | ------- | -------- |
| 36 feux | 60 habitants | 126 hab. | 41 feux | 55 feux | 259 hab. |

L'évolution du nombre d'habitants est connue à travers les recensements de la population effectués dans la commune depuis 1793. Pour les communes de moins de 10 000 habitants, une enquête de recensement portant sur toute la population est réalisée tous les cinq ans, les populations de référence des années intermédiaires étant quant à elles estimées par interpolation ou extrapolation. Pour la commune, le premier recensement exhaustif entrant dans le cadre du nouveau dispositif a été réalisé en 2008.

En 2022, la commune comptait 401 habitants, en évolution de +4,7 % par rapport à 2016 (Doubs : +1,88 %, France hors Mayotte : +2,11 %).
| 1793 | 1800 | 1806 | 1821 | 1831 | 1836 | 1841 | 1846 | 1851 |
| ---- | ---- | ---- | ---- | ---- | ---- | ---- | ---- | ---- |
| 281  | 321  | 347  | 331  | 291  | 340  | 337  | 319  | 316  |

| 1856 | 1861 | 1866 | 1872 | 1876 | 1881 | 1886 | 1891 | 1896 |
| ---- | ---- | ---- | ---- | ---- | ---- | ---- | ---- | ---- |
| 304  | 295  | 287  | 274  | 265  | 289  | 273  | 243  | 242  |

| 1901 | 1906 | 1911 | 1921 | 1926 | 1931 | 1936 | 1946 | 1954 |
| ---- | ---- | ---- | ---- | ---- | ---- | ---- | ---- | ---- |
| 224  | 205  | 219  | 212  | 231  | 238  | 209  | 169  | 195  |

| 1962 | 1968 | 1975 | 1982 | 1990 | 1999 | 2006 | 2008 | 2013 |
| ---- | ---- | ---- | ---- | ---- | ---- | ---- | ---- | ---- |
| 195  | 215  | 254  | 236  | 303  | 321  | 312  | 310  | 380  |

| 2018 | 2022 | - | - | - | - | - | - | - |
| ---- | ---- | - | - | - | - | - | - | - |
| 389  | 401  | - | - | - | - | - | - | - |

|                                           | 1968 - 1975 | 1975 - 1982 | 1982 - 1990 | 1990 - 1999 | 1999 - 2008 | 2008 - 2013 | 2013 - 2018 |
| ----------------------------------------- | ----------- | ----------- | ----------- | ----------- | ----------- | ----------- | ----------- |
| Taux de variation annuel de la population | + 2,4       | - 1,0       | + 3,2       | + 0,6       | - 0,4       | + 4,2       | + 0,5       |
| Solde naturel                             | + 1,1       | + 0,7       | + 0,4       | + 0,8       | + 0,2       | + 1,4       | + 0,7       |
| Solde migratoire                          | + 1,3       | - 1,7       | + 2,7       | - 0,1       | - 0,6       | + 2,8       | - 0,2       |

La population de Noironte enregistre un premier pic démographique au début du XIXe siècle avec 347 habitants recensés en 1806. Elle connaît ensuite une tendance générale à la baisse pendant un siècle, atteignant 205 habitants en 1906. Pendant la première moitié du XXe siècle, la population se stabilise, fluctuant entre 200  et   240 habitants. La Seconde Guerre mondiale provoque à nouveau une baisse, un creux étant atteint lors du recensement de 1946 qui dénombre 169 Noirontais. La population augmente ensuite régulièrement, avec notamment deux fortes poussées entre 1982 et 1990 (+ 28 %, soit 67 habitants supplémentaires) et entre 2008 et 2013 (+ 23 %, soit 70 habitants en plus). Avec 394 habitants en 2019, Noironte enregistre son plus haut niveau historique depuis le début des recensements officiels de la population.

#### Pyramide des âges
La population de la commune est relativement jeune.
En 2019, le taux de personnes d'un âge inférieur à 30 ans s'élève à 35,6 %, chiffre légèrement inférieur à la moyenne départementale (36,8 %). À l'inverse, le taux de personnes d'âge supérieur à 60 ans est de 25,1 % la même année, alors qu'il est de 25,4 % au niveau départemental.
En 2019, la commune comptait 191 hommes pour 203 femmes, soit un taux de 51,52 % de femmes, légèrement supérieur au taux départemental (51,08 %).
Les pyramides des âges de la commune et du département s'établissent comme suit.
| Hommes | Classe d’âge | Femmes |
| ------ | ------------ | ------ |
| 1,1    | 90 ou +      | 2,5    |
| 4,2    | 75-89 ans    | 4,5    |
| 18,5   | 60-74 ans    | 19,0   |
| 22,2   | 45-59 ans    | 20,0   |
| 16,4   | 30-44 ans    | 20,0   |
| 15,3   | 15-29 ans    | 15,5   |
| 22,2   | 0-14 ans     | 18,5   |

| Hommes | Classe d’âge | Femmes |
| ------ | ------------ | ------ |
| 0,7    | 90 ou +      | 1,7    |
| 7,1    | 75-89 ans    | 9,4    |
| 15,8   | 60-74 ans    | 17     |
| 19,4   | 45-59 ans    | 18,7   |
| 18,8   | 30-44 ans    | 18,3   |
| 19,3   | 15-29 ans    | 17,5   |
| 18,9   | 0-14 ans     | 17,4   |

### Vie associative
Une vingtaine d'associations ont leur siège à Noironte, la plupart étant liées aux domaines de la culture et des loisirs mais on retrouve également, entre autres, deux associations sportives, une association environnementale et une association de chasse,. L'association la plus connue est La Clef des Chants dont la chorale se produit en concert dans de nombreuses communes de la région.

### Médias et numérique
Le quotidien régional L'Est républicain relate les actualités de la commune dans son édition locale de Besançon. La chaîne de télévision France 3 Franche-Comté et la station de radio France Bleu Besançon relaient les informations locales. Une lettre bimestrielle d'information commune aux villages d'Audeux, Chaucenne et Noironte, baptisée Info-Communes ACN est distribuée dans les boîtes aux lettres depuis janvier 2017.

### Cultes
Les Noirontais disposent d'un seul lieu de culte de confession catholique, l'église Saint-Martin. Au sein du diocèse de Besançon, le doyenné de Banlieue - Val de l'Ognon regroupe six paroisses dont celle des Rives de l'Ognon à laquelle appartient Noironte. Pour les autres confessions, les lieux de cultes les plus proches (mosquées, synagogue, temple) sont tous situés à Besançon.

## Économie

### Revenus et fiscalité
En 2019 (données Insee publiées en janvier 2022), la commune comptait 165 ménages fiscaux, 386 personnes dans les ménages fiscaux, et un revenu fiscal médian déclaré par unité de consommation de 24 310 € contre une moyenne de 22 750 € au niveau départemental, ce qui plaçait Noironte au 5 412e rang parmi les 31 361 communes de plus de 34 ménages en métropole.

### Emploi
Un total de 206 actifs était comptabilisé par l'Insee en 2019, ce qui représentait 83,9 % de l'ensemble de la population de 15 à 64 ans, dont 190 avaient un emploi et. Parmi les actifs, 15 étaient au chômage, soit un taux de chômage de 7,4 % en 2019 pour la commune de Noironte, contre 12,0 % au niveau départemental.
Les deux tableaux ci-dessous présentent les chiffres-clés de l'emploi à Noironte et leur évolution de 2007 à 2017, :
|                               | Noironte 2008 | Noironte 2019 | Évolution |
| ----------------------------- | ------------- | ------------- | --------- |
| Population de 15 à 64 ans     | 214           | 245           | + 14,5 %  |
| Actifs (en %)                 | 79,4          | 83,9          | + 5,7 %   |
| dont :                        |               |               |           |
| Actifs ayant un emploi (en %) | 78,0          | 77,7          | - 0,4 %   |
| Chômeurs (en %)               | 1,4           | 6,2           | + 342,9 % |

|                                      | Noironte 2008 | Noironte 2019 | Évolution |
| ------------------------------------ | ------------- | ------------- | --------- |
| Nombre d'emplois dans la zone        | 69            | 108           | + 56,5 %  |
| Indicateur de concentration d'emploi | 41,4          | 56            | + 35,3 %  |

### Activités et entreprises

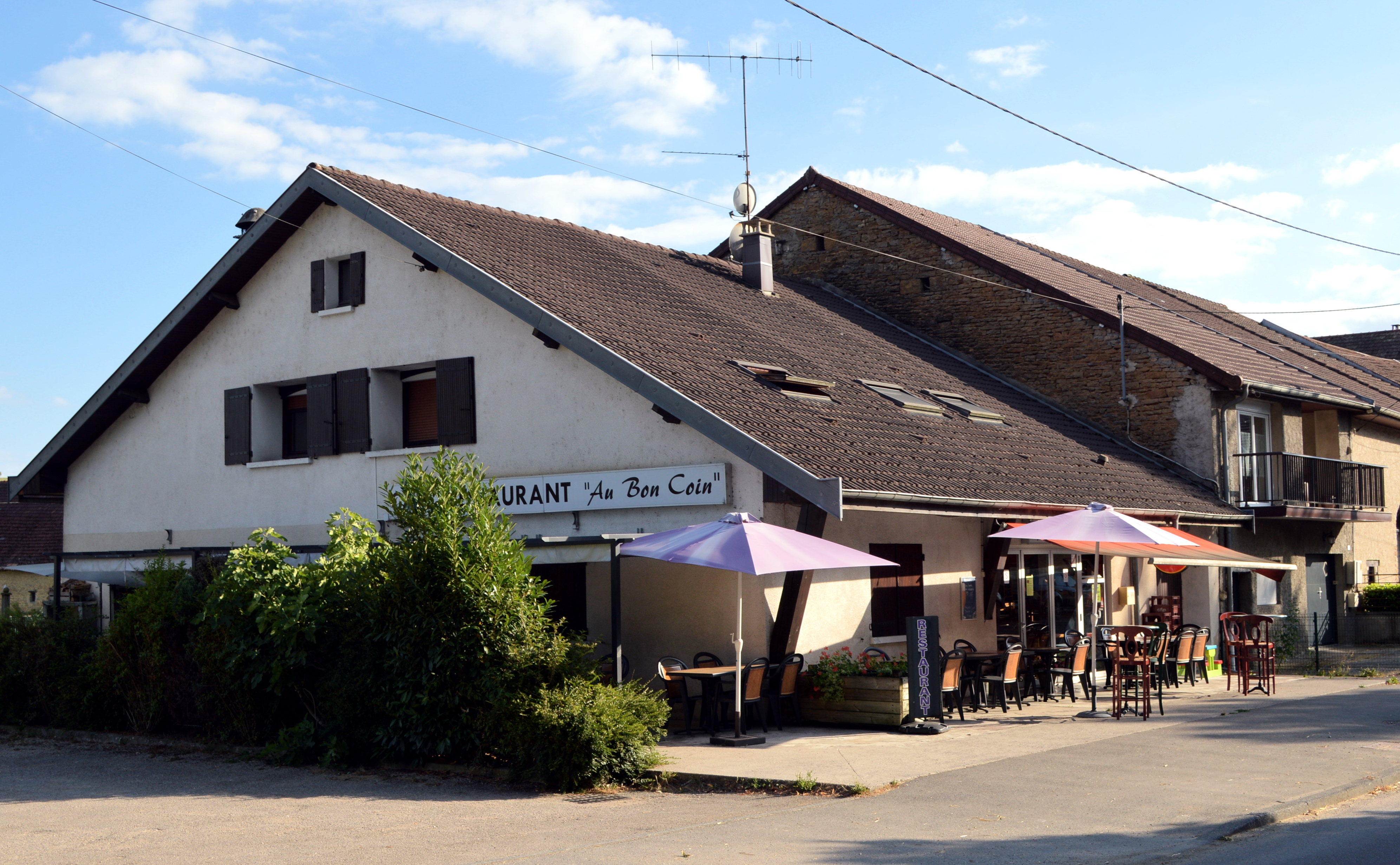
Le restaurant Au bon coin.

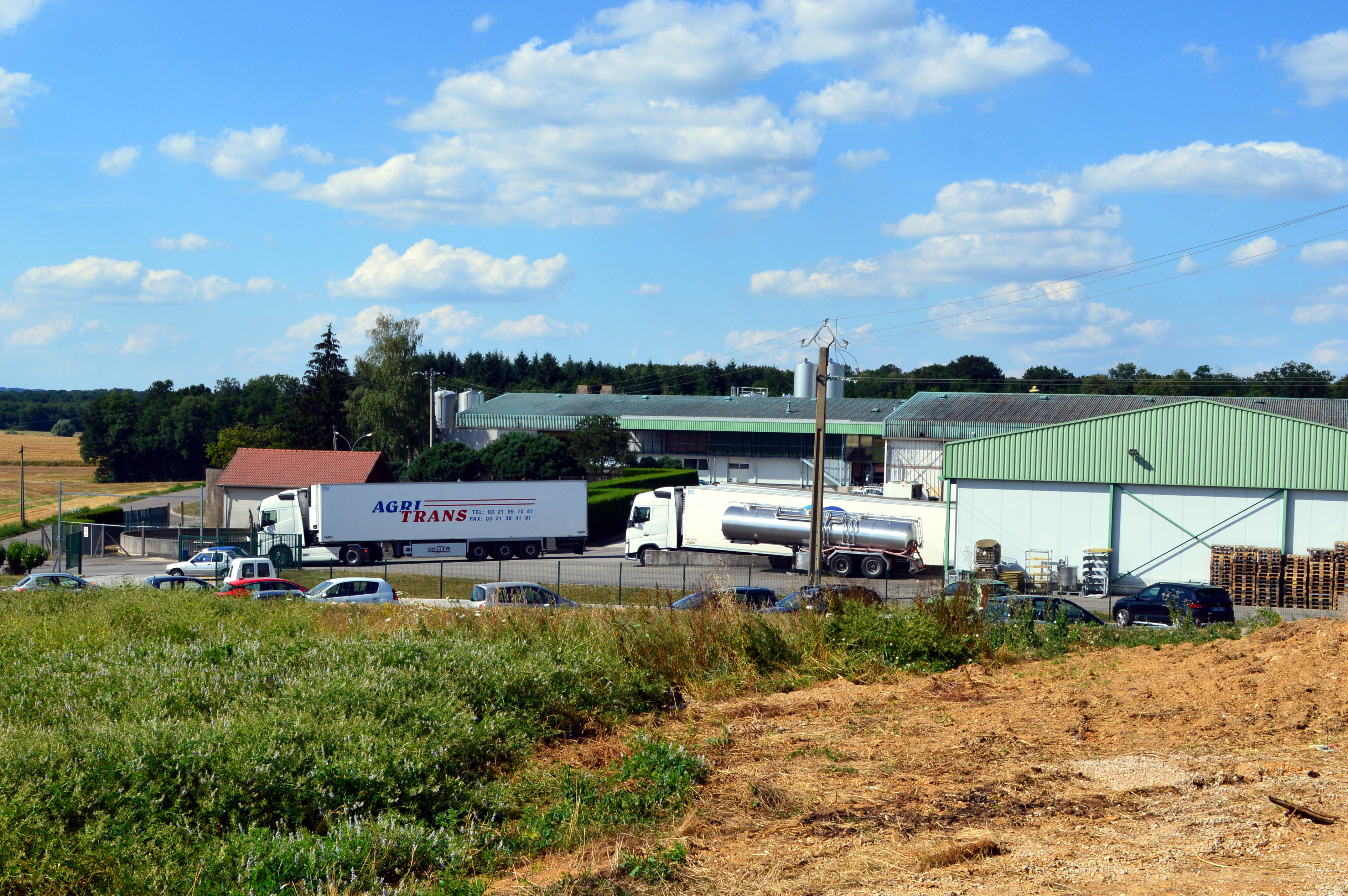
La fromagerie.

En 2015, 67 emplois salariés sont occupés sur la commune de Noironte, l'activité économique étant dominée par la Fromagerie Mulin - Le Centurion qui emploie 55 personnes, devant le commerce représenté par la carrosserie Laroche, le bar-restaurant Au bon coin et l'alimentation ambulante avec Au terroir comtois.
Le tableau ci-dessous détaille le nombre d'entreprises implantées à Noironte selon leur secteur d'activité et le nombre de leurs salariés :
|                                                              | Total | %     | 0 salarié | 1 à 9 salariés | 10 à 19 salariés | 20 à 49 salariés | 50 salariés ou plus |
| ------------------------------------------------------------ | ----- | ----- | --------- | -------------- | ---------------- | ---------------- | ------------------- |
| Ensemble                                                     | 21    | 100,0 | 14        | 5              | 0                | 2                | 0                   |
| Agriculture, sylviculture et pêche                           | 3     | 14,3  | 3         | 0              | 0                | 0                | 0                   |
| Industrie                                                    | 4     | 19,0  | 3         | 0              | 0                | 1                | 0                   |
| Construction                                                 | 3     | 14,3  | 2         | 1              | 0                | 0                | 0                   |
| Commerce, transports, services divers                        | 9     | 42,9  | 6         | 2              | 0                | 1                | 0                   |
| dont commerce et réparation automobile                       | 7     | 33,3  | 5         | 1              | 0                | 1                | 0                   |
| Administration publique, enseignement, santé, action sociale | 2     | 9,5   | 0         | 2              | 0                | 0                | 0                   |
| Champ : ensemble des activités.                              |       |       |           |                |                  |                  |                     |

#### Agriculture
Le tableau suivant présente l'évolution des principaux indicateurs concernant l'activité agricole à Noironte sur une période de 50 années :
|                                      | 1970 | 1979 | 1988 | 2000 | 2010 | 2020 |
| ------------------------------------ | ---- | ---- | ---- | ---- | ---- | ---- |
| Nombre d’exploitations               | 17   | 18   | 11   | 4    | 6    | 2    |
| Surface Agricole Utilisée (SAU) (ha) | 367  | 360  | 311  | 221  | 414  | 420  |
| Cheptel (nombre de têtes)            |      |      | 493  | 478  | 497  |      |
| Terres labourables (ha)              |      |      | 158  | 130  | 305  |      |
| Superficie toujours en herbe (ha)    |      |      | 153  | 90   | 108  |      |

Entre 1988 et 2020, le nombre d'exploitations ayant leur siège sur la commune a fortement diminué malgré un léger sursaut entre 2000 et 2010, tandis que la surface agricole utilisée a augmenté d'un tiers, principalement au profit des terres labourables qui représentaient, en 2010, 74 % de la surface totale. L'élevage reste important avec un cheptel assez constant autour de 500 têtes de bétail. Selon le registre parcellaire graphique, les principales cultures en 2017 étaient le maïs (environ 80 hectares), le blé tendre (40 ha), le colza (35 ha), le soja (30 ha) et l'orge (25 ha).

Paysages agricoles de Noironte.
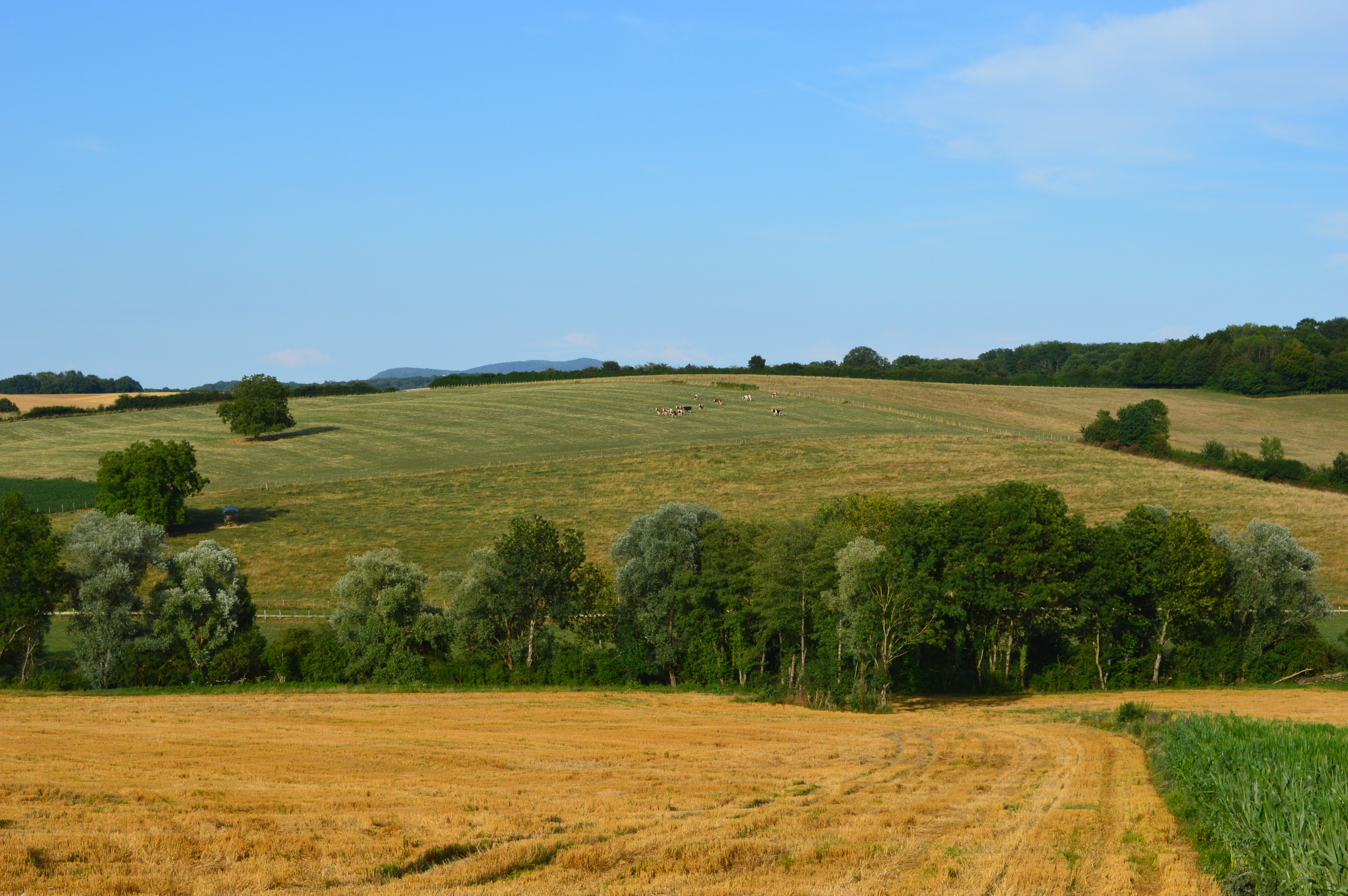
Champagnard.
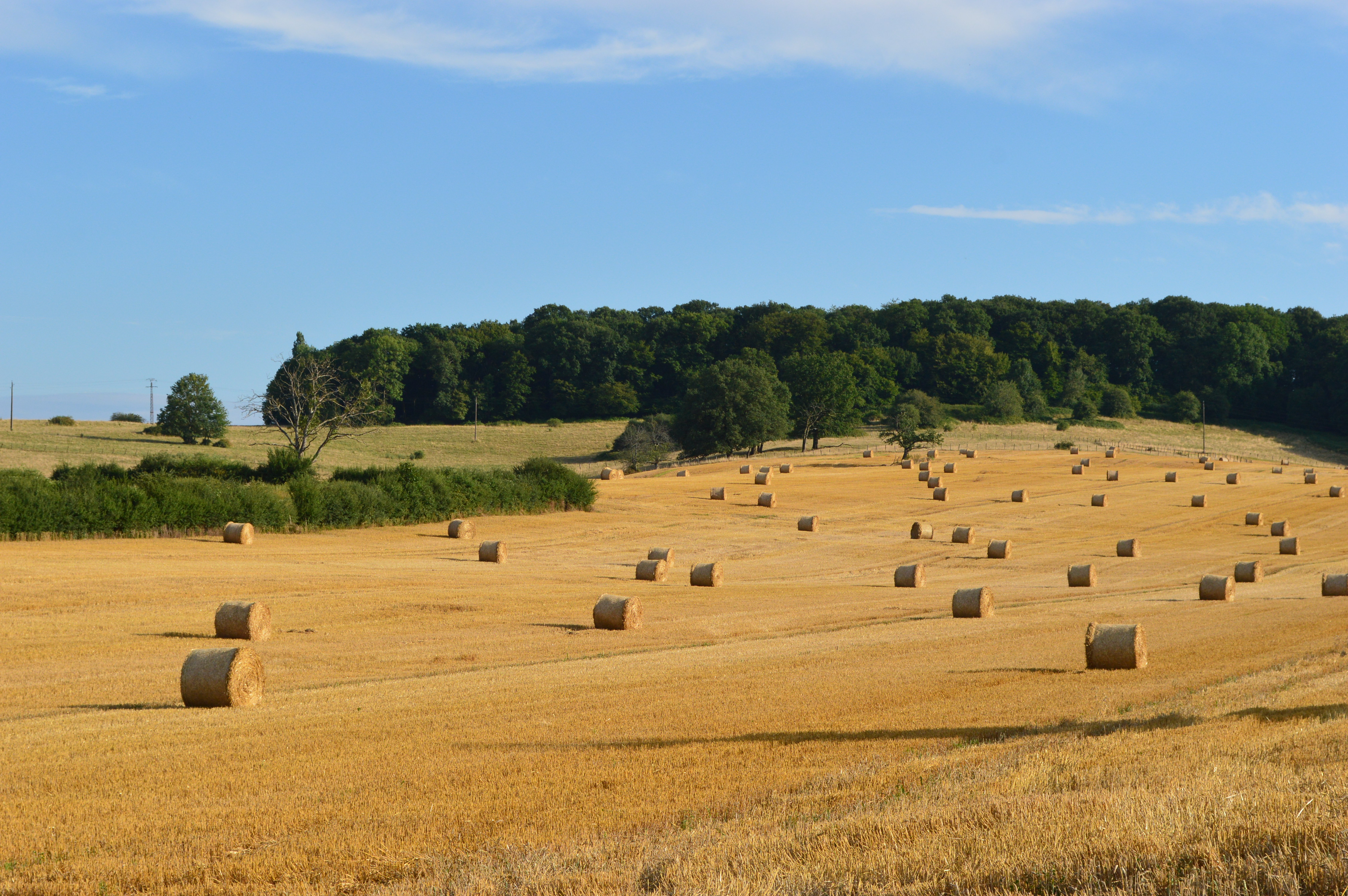
La Corvée du Village.
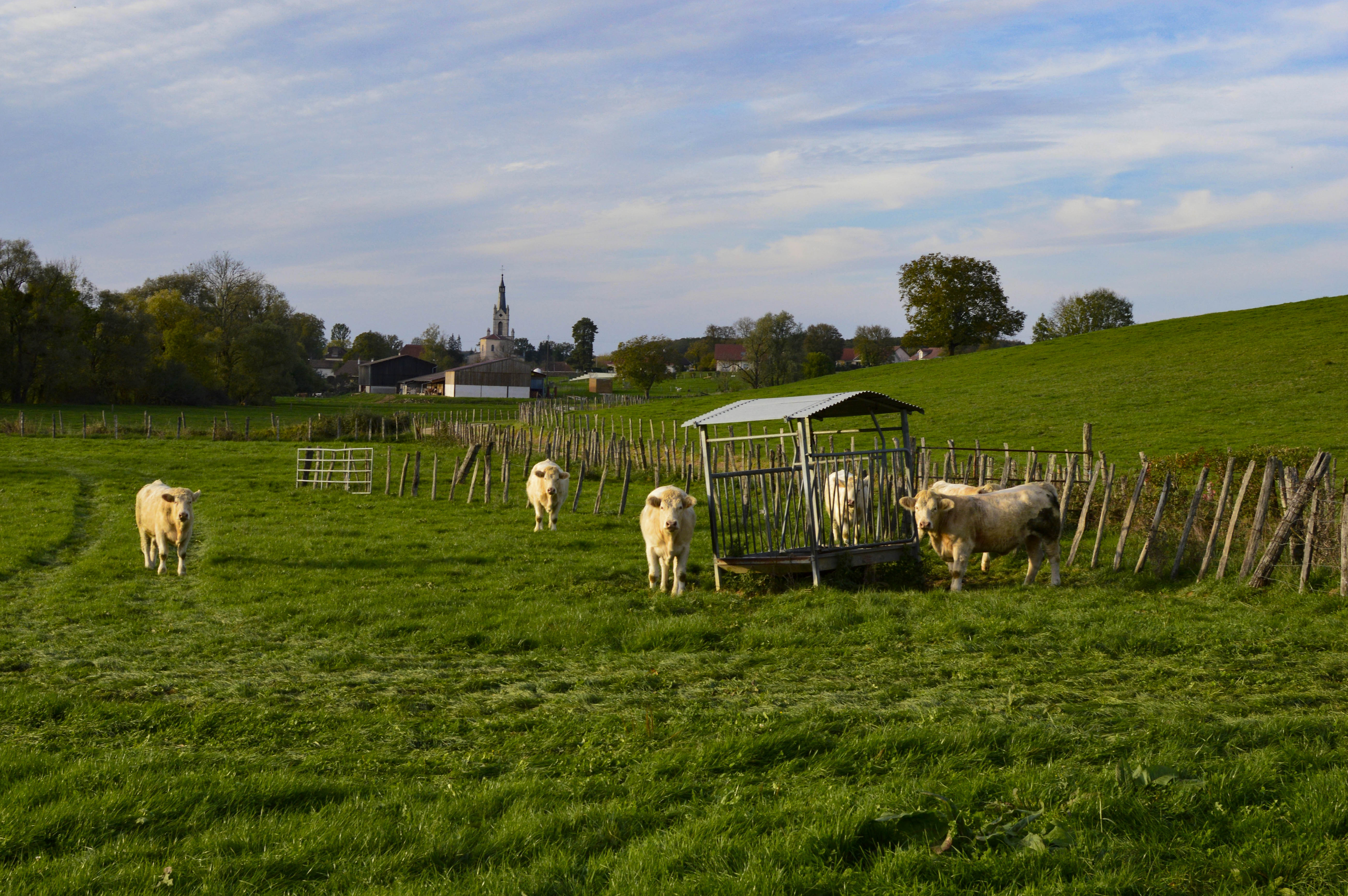
Les Prés d'Amont.
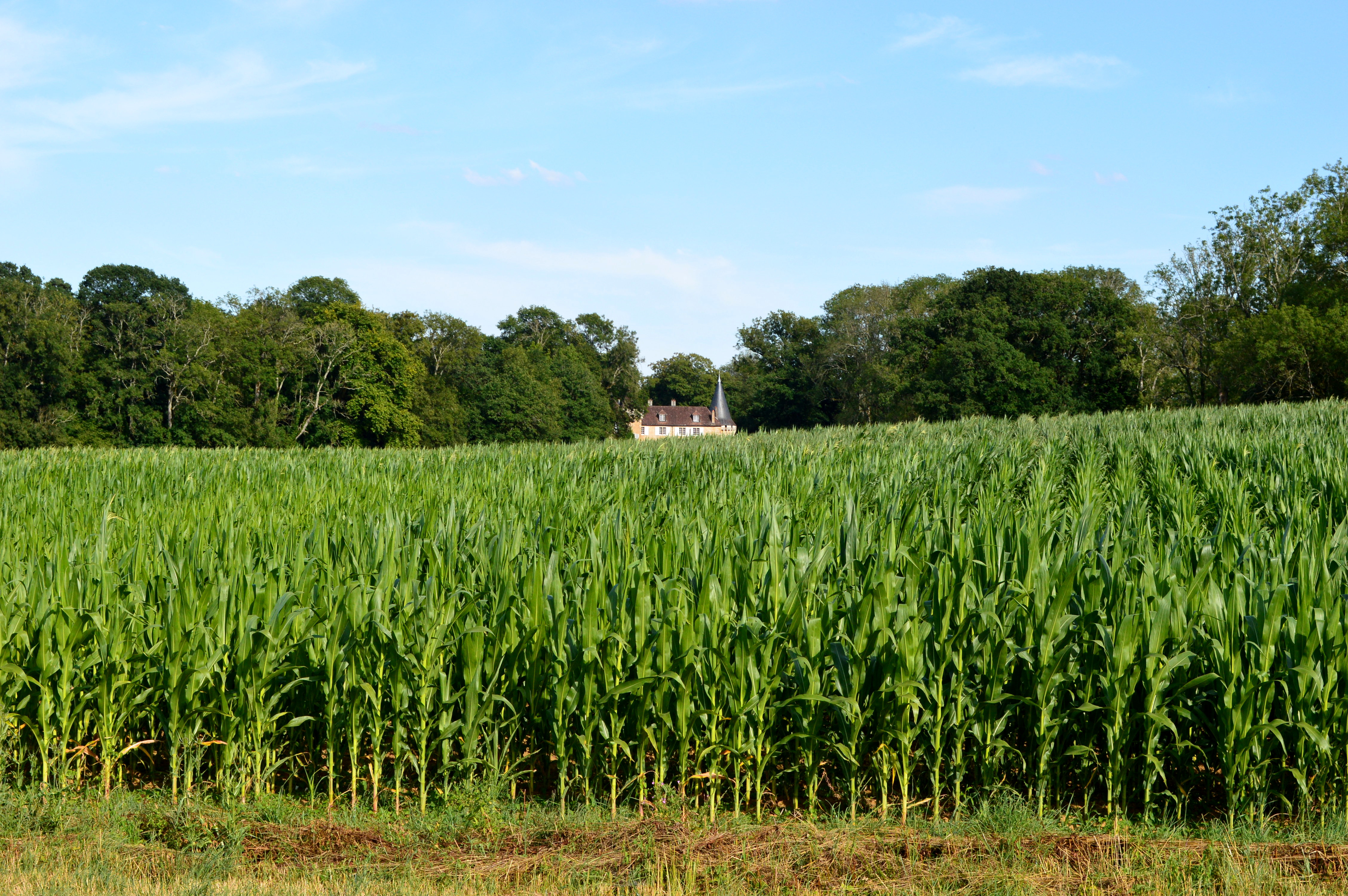
Les Prés d'Avaux.

## Culture et patrimoine

### Lieux et monuments

#### Château

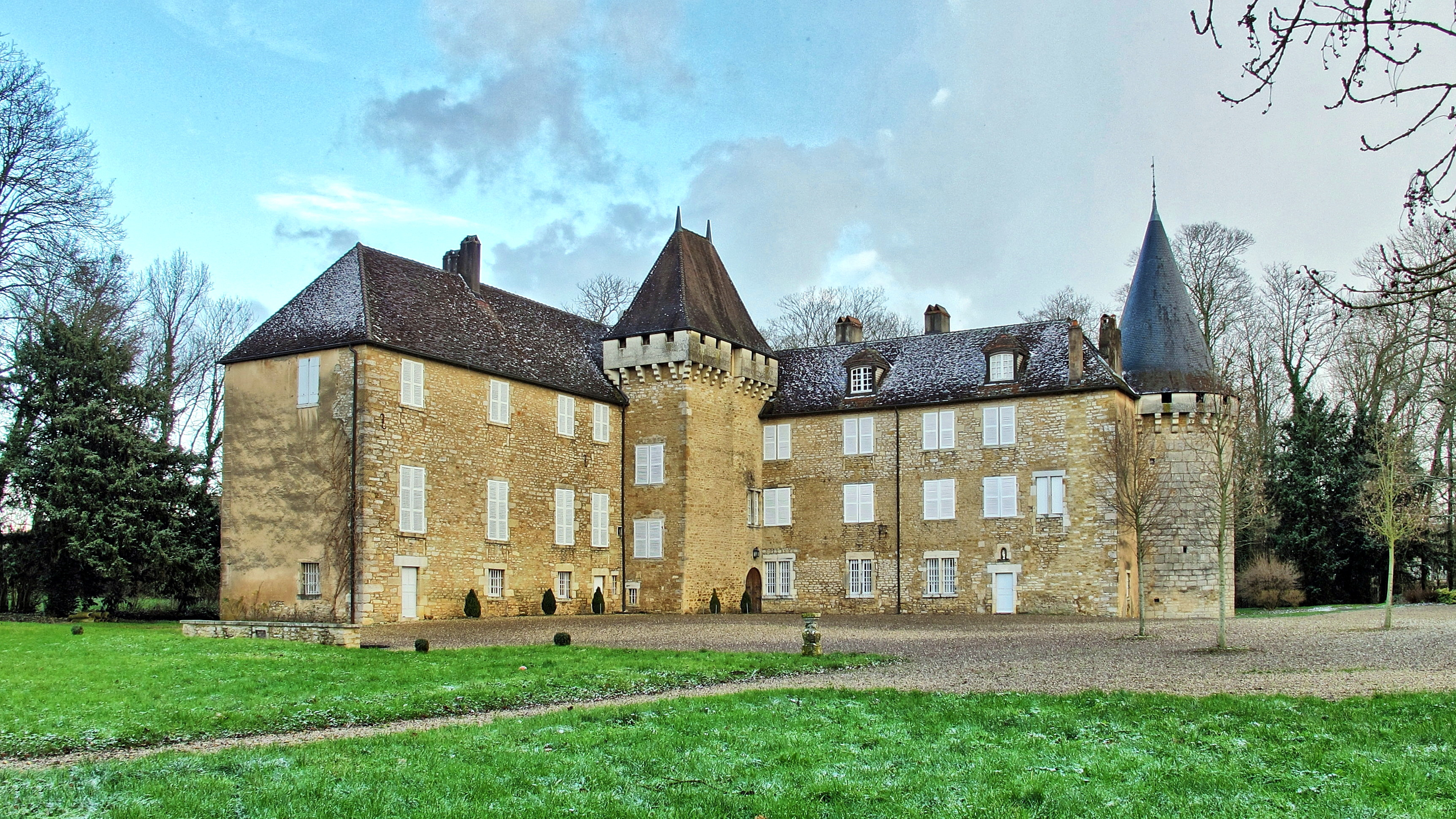
Le château de Noironte.

Le château de Noironte, dont l'existence remonte au XIVe siècle, a été totalement reconstruit entre 1786 et 1830 à la suite d'un incendie et n'a connu que peu de transformations depuis. Situé au centre du village, au sein d'un vaste parc arboré, il se compose d'un bâtiment principal (corps de logis), d'anciens bâtiments de ferme, d'un colombier et d'un pavillon qui servait d'atelier de sculpture à René de Chateaubrun au début du XXe siècle. Le corps de logis est lui-même constitué de deux ailes disposées sous forme de L, l'aile nord comportant une tour carrée et l'aile est étant flanquée d'une tour ronde.
Par arrêté du 5 juillet 1993, les pièces de l'aile nord et leurs décors (salle-à-manger, bibliothèque, salle de billard, grand salon blanc) ont été classés monument historique. L'ensemble des façades et toitures du corps de logis et des dépendances ainsi que plusieurs éléments du corps de logis (grand escalier, cheminées et alcôves) bénéficient d'une protection moins importante, en ayant été simplement inscrits et non pas classés au titre des monuments historiques par arrêté du 17 juin 1992.

#### Église Saint-Martin

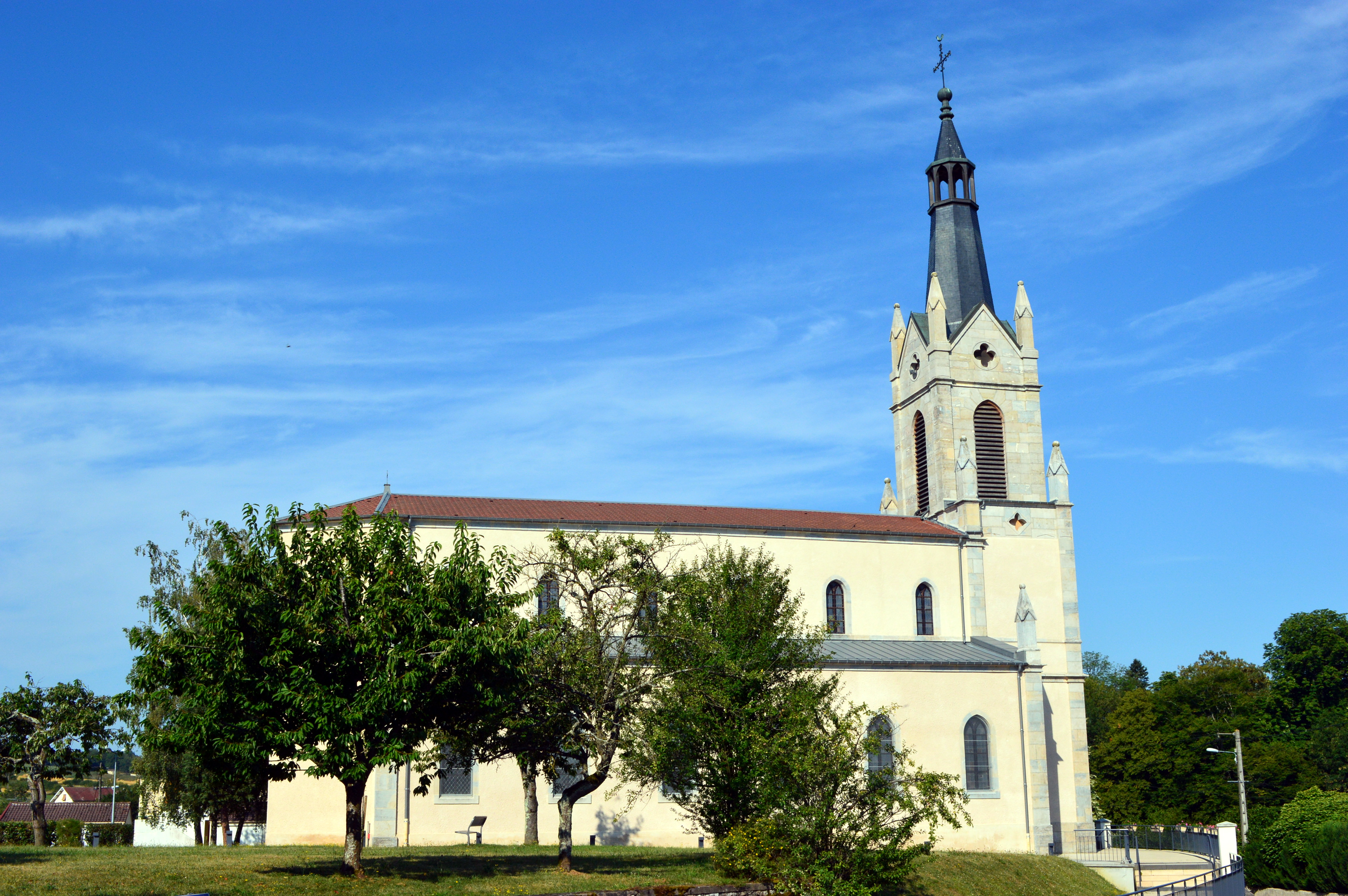
L'église Saint-Martin.

L'église Saint-Martin a été construite de 1855 à 1880 sous la conduite de l'architecte bisontin Martin Belliard, en remplacement de l'ancienne chapelle dédiée à Saint Jean-Baptiste. C'est un édifice néo-gothique d'environ trente mètres de longueur sur quinze mètres de largeur construit à l'entrée est du village. Le clocher de l'église de Noironte, d'une hauteur de 39 mètres, présente une architecture originale, assez éloignée du clocher comtois traditionnel dans la région. Il s'agit d'une flèche à pyramide octogonale tronquée, encadrée de quatre clochetons et surmontée d'un lanterneau et d'une croix. Parmi le mobilier de l'église se trouve une chaire à prêcher en bois sculpté du XVIIIe siècle classée depuis 1975 en tant qu'objet au titre des monuments historiques, une haute colonne en bois torsadée du XVIIe siècle ou XVIIIe siècle, et deux confessionnaux en bois.

#### Autres lieux et monuments
Un lavoir aujourd'hui inutilisé, situé place du Jadi, était alimenté par les eaux canalisées qui s'écoulent de la colline. Le monument aux morts de la Première Guerre mondiale, inauguré le 17 juillet 1921, se trouvait sur la place du village avant d'être déplacé dans le verger de la cure en 2018. Dans le village subsistent quelques belles anciennes fermes bloc (qui abritaient sous le même toit la partie habitation et la partie grange) avec leurs portes de grange arrondies caractéristiques. Parmi les bâtiments notables se trouve également un ancien moulin qui comportait deux roues au XIXe siècle, l'une pour moudre le blé et le maïs et l'autre étant une ribe pour réduire en poudre des blocs de plâtre. Noironte disposait aussi d'une tuilerie située entre le château et le Bois du Breuil mais celle-ci a aujourd'hui disparu.

Lieux et monuments de Noironte.
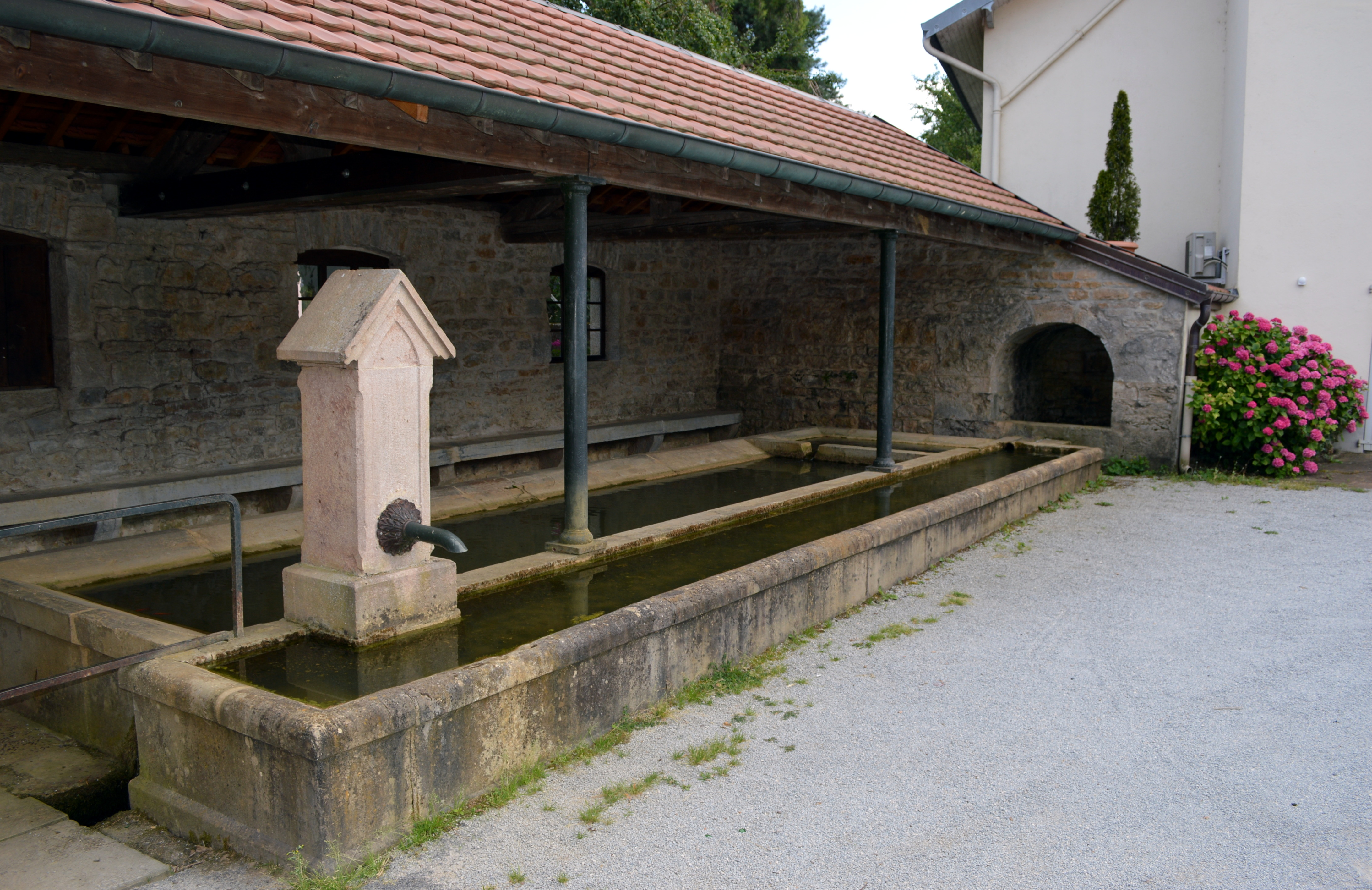
Le lavoir.
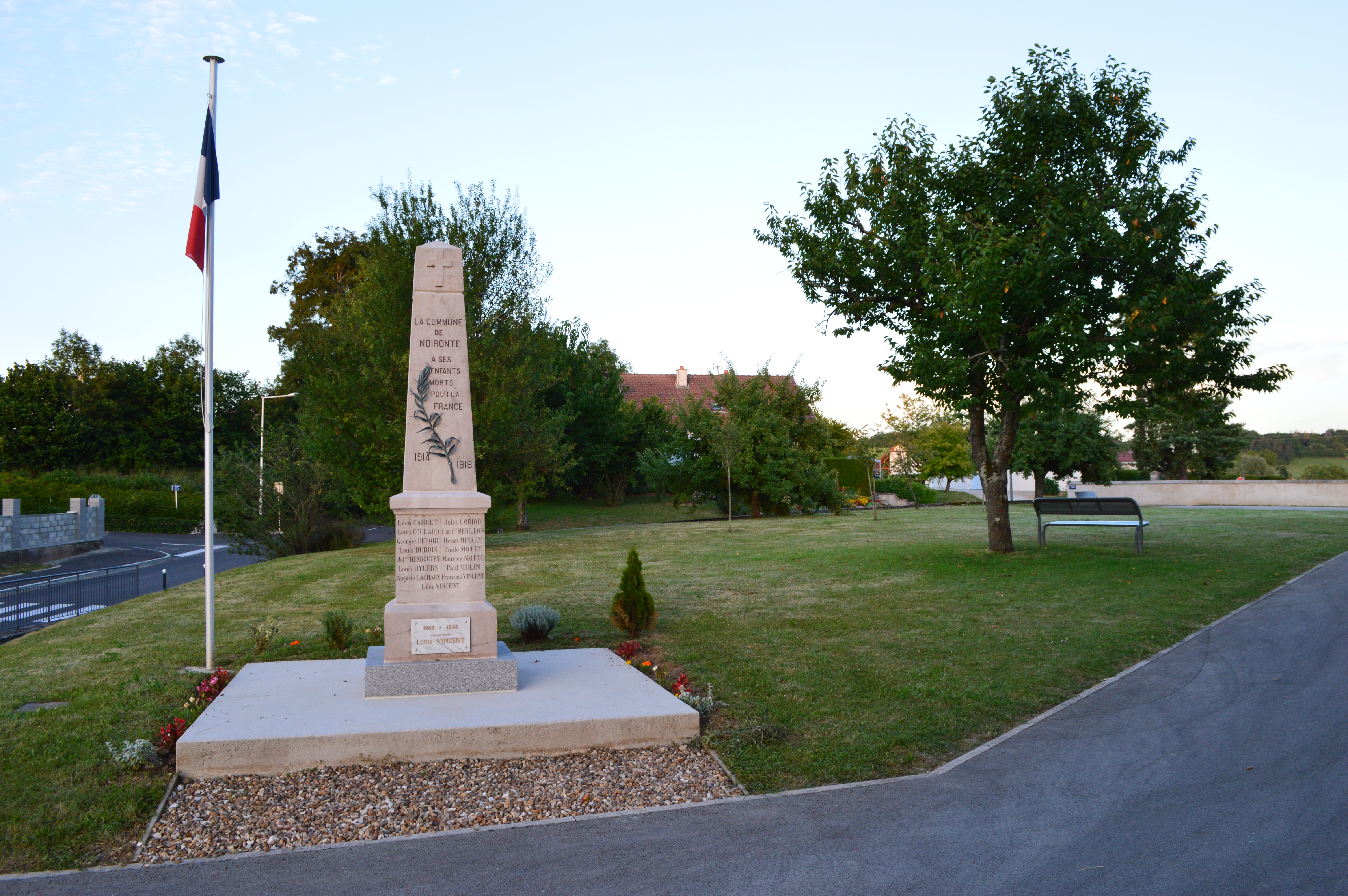
Le monument aux morts.
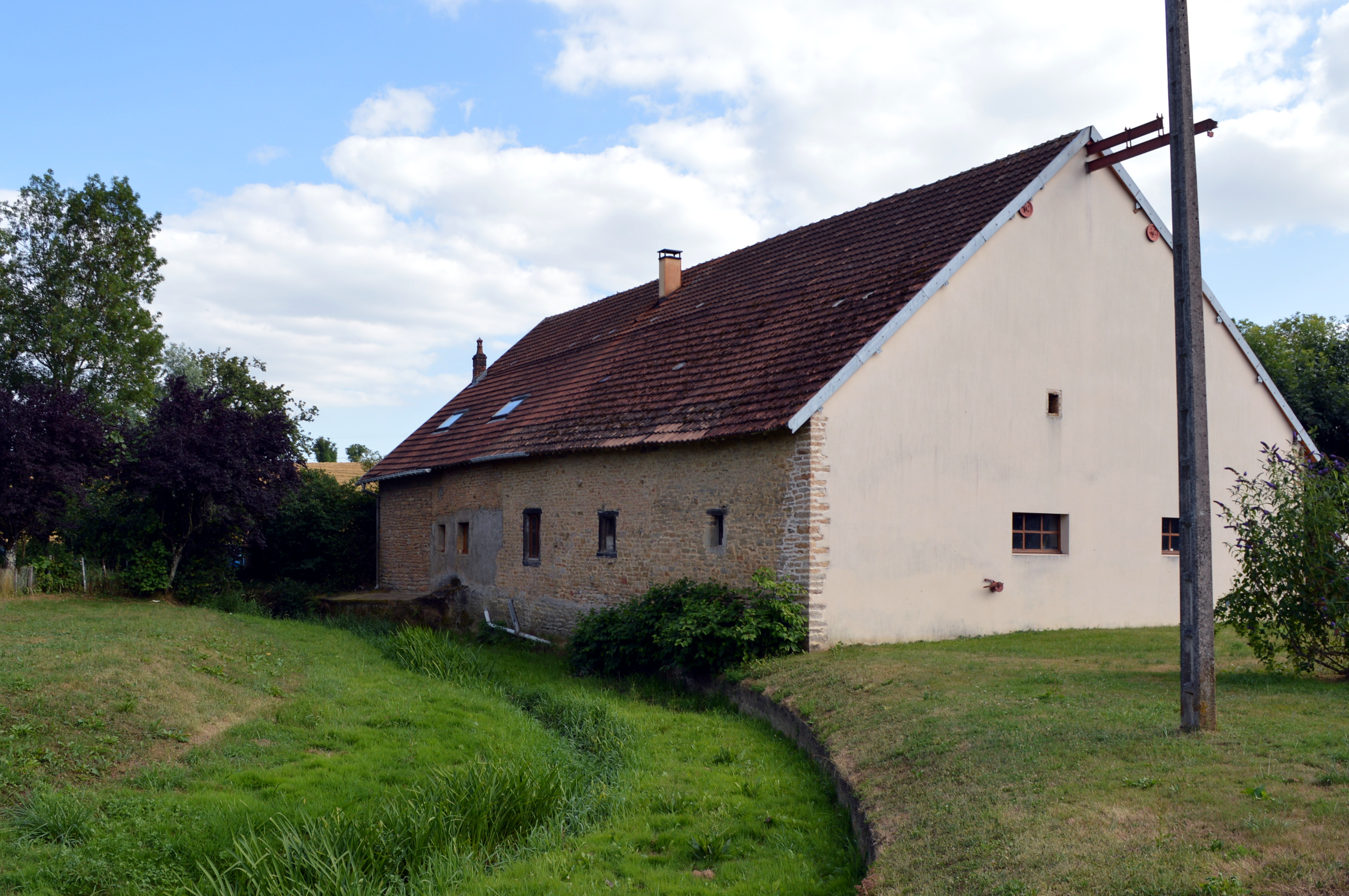
L'ancien moulin.
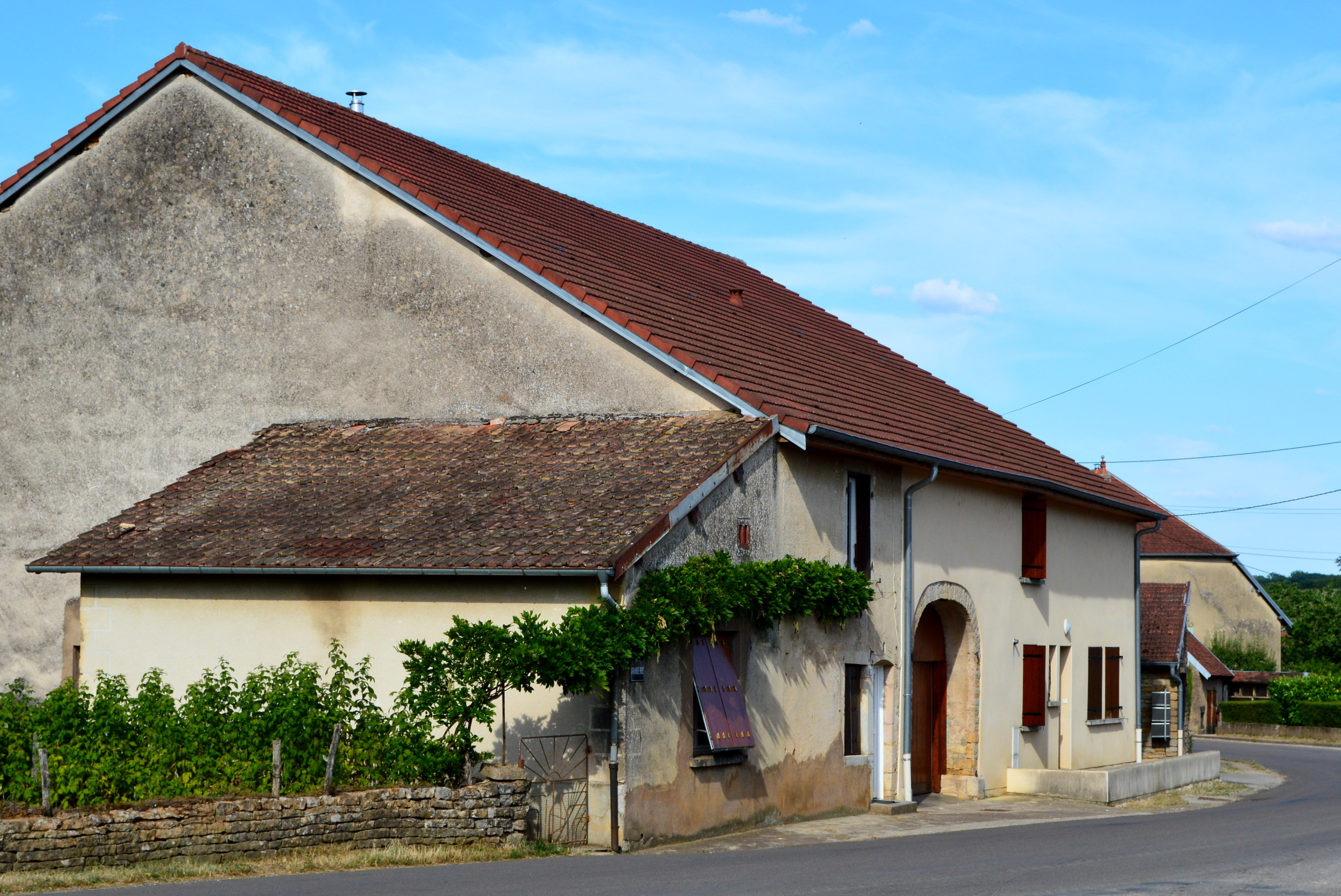
Une ancienne ferme.

### Patrimoine gastronomique

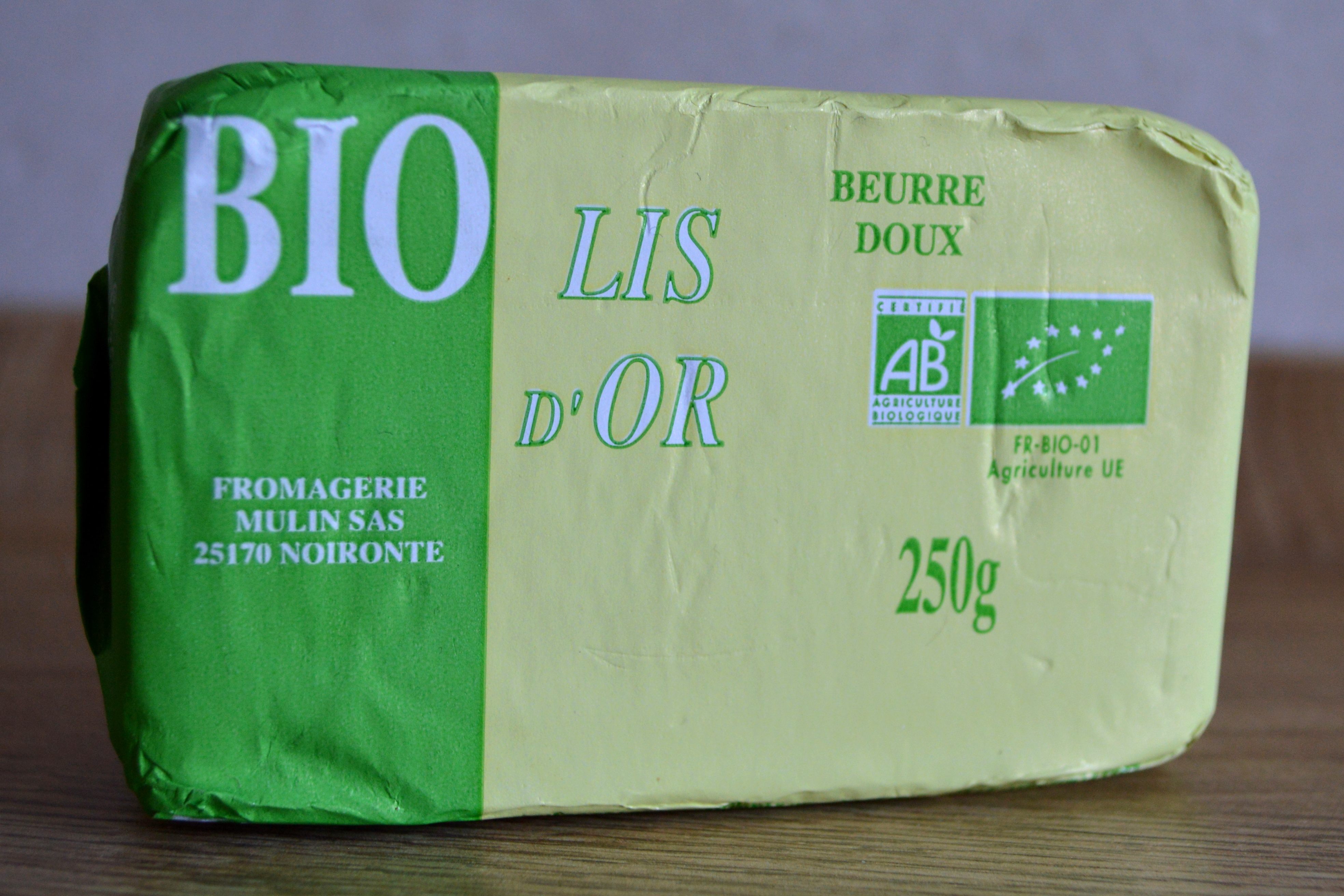
Plaquette de beurre fabriquée à Noironte.

La commune de Noironte est intégrée aux aires de production de deux fromages bénéficiant de l'appellation d'origine protégée (AOP) ou appellation d'origine contrôlée (AOC), le comté et le morbier, ainsi qu'aux aires de productions de 14 produits bénéficiant d'une indication géographique protégée (IGP) dont trois produits à base de viande (porc de Franche-Comté, saucisse de Montbéliard et saucisse et jésus de Morteau), deux fromages (emmental français est-central et gruyère français) et neuf variétés de vins de Franche-Comté.
La fromagerie de Noironte, créée par Amédée Mulin en 1929, produit un fromage à pâte pressée non cuite appelée Meule fruitée (ex Meule de Besac, Meule Comtoise, Meule franc-comtoise) qui a obtenu une médaille d'argent au Concours général agricole de 2019, de la raclette, de l'emmental et du beurre.

### Personnalités liées à la commune
La plupart des personnalités associées à Noironte est issue des familles de notables ayant résidé au château. La plus illustre est la famille Monnier de Noironte, qui tient la seigneurie de Noironte pendant une bonne partie du XVIIe siècle et durant la première moitié du XVIIIe siècle: parmi les membres les plus éminents de cette famille se trouvent Bon Anatoile Monnier (1641-1678) qui fut président du conseil des vingt-huit notables qui gouvernent la cité de Besançon, de 1660 jusqu'à la conquête française de 1674 ; Charles Monnier (1669-1733), devenu marquis de Monnier par lettres patentes de septembre 1713, qui a exercé de nombreuses fonctions dont celle de maire de Besançon, conseiller au Parlement de Besançon, premier président en la Chambre des comptes de Dole, garde des sceaux et conseiller d'État ; Claude-François de Monnier (1705-1783), fut comme son père conseiller au Parlement de Besançon et lui succéda en tant que premier président en la Chambre des comptes de Dole.

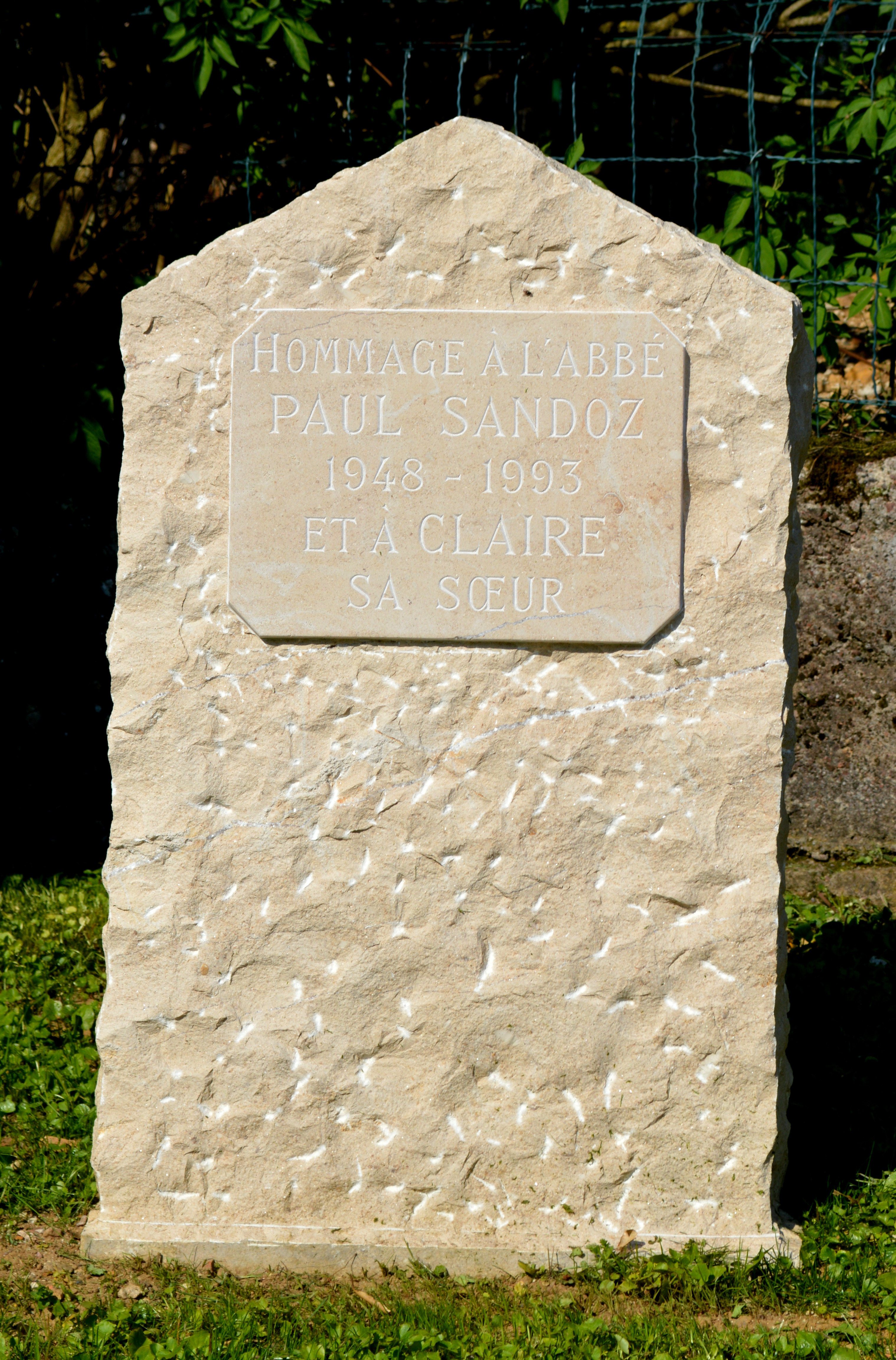
Stèle à la mémoire de l'abbé Paul Sandoz.

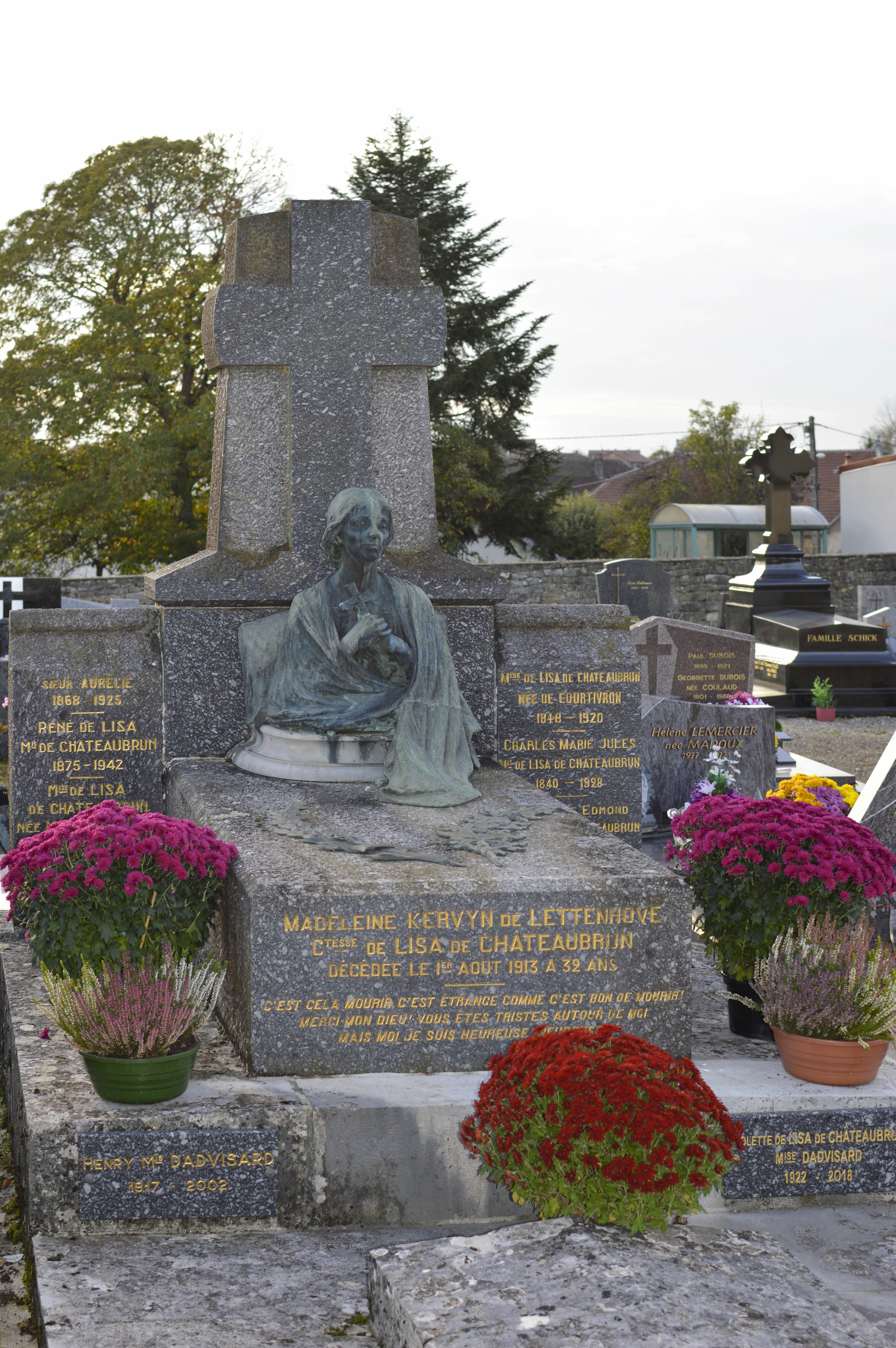
Tombe de la famille Le Roy de Lisa de Chateaubrun dans le cimetière de Noironte.

La famille Le Roy de Lisa de Chateaubrun est présente à la fin du XIXe siècle et au début du XXe siècle. Jules Le Roy de Lisa de Chateaubrun (1840-1928), officier admis au grade de chevalier de la Légion d'honneur, a occupé la fonction de maire de Noironte. Son fils René de Chateaubrun (1875-1942) était sculpteur et fut comme son père élu maire de Noironte de 1922 à 1928. Guy de Chateaubrun (1909-1938) était un pilote renommé qui faisait atterrir régulièrement ses avions sur la commune et avec lesquels il posait devant le château.
La famille Dadvisard de Talairan est propriétaire du château depuis le milieu du XXe siècle, à la suite du mariage célébré le 18 avril 1944 à Noironte entre Colette Le Roy de Lisa de Chateaubrun, fille du sculpteur René de Chateaubrun, et Henri Dadvisard de Talairan (1917-2002), 5e marquis Dadvisard de Talairan, qui fut maire de Noironte de 1953 à 1977.
Une autre figure marquante de l’histoire de Noironte est l'abbé Paul Sandoz (1916-2001), curé du village de 1948 à 1993 qui marqua durablement la vie de la commune en y créant de nombreuses animations, étant notamment à l'origine de la chorale la clef des chants. Une stèle à sa mémoire est installée sur la place du village en 2018.
L'écrivain haut-saônois Just Jean Étienne Roy, né dans le village voisin de Beaumotte-lès-Pin place l'action de son roman Les trois cousins dans le village de Noironte. La description du village n'y est cependant pas totalement fidèle à la réalité : « Le village de Noironte est situé dans une belle et fertile vallée, entourée de coteaux peu élevés, et propres également à la culture de la vigne et des céréales. Une belle forêt couronne les plateaux supérieurs, et contribue, en attirant les eaux atmosphériques, à entretenir les sources nombreuses qui, sortant du flanc ou du pied des collines, vont répandre la fraîcheur et la fécondité dans la vallée, où elles se réunissent en un ruisseau assez fort pour faire tourner plusieurs moulins. ».

### Héraldique
Le blason actuel de la commune a été validé le 21 septembre 2018 par la Commission nationale d'héraldique. Il est divisé en quatre parties : dans la partie supérieure gauche apparaissent les armes de la Franche-Comté, région historique à laquelle appartient Noironte, tandis que la partie inférieure droite reprend les armes accordées en 1642 à la famille Monnier puis au village de Noironte. Les deux autres quartiers représentent des grenouilles, symbolisant une richesse locale du fait de la présence de nombreux étangs, les habitants étant également surnommés les grenouillards.
| Blason de Noironte- | Les armes de Noironte se blasonnent ainsi : Écartelé, au I d'azur semé de billettes d'or, un lion couronné du même issant de la partition, armé et lampassé de gueules ; au II et III, d'argent à une grenouille de sable allumée du champ ; au IV d'azur à la bande d'or accompagnée de deux besants du même. |

## Pour approfondir